# Champlevé

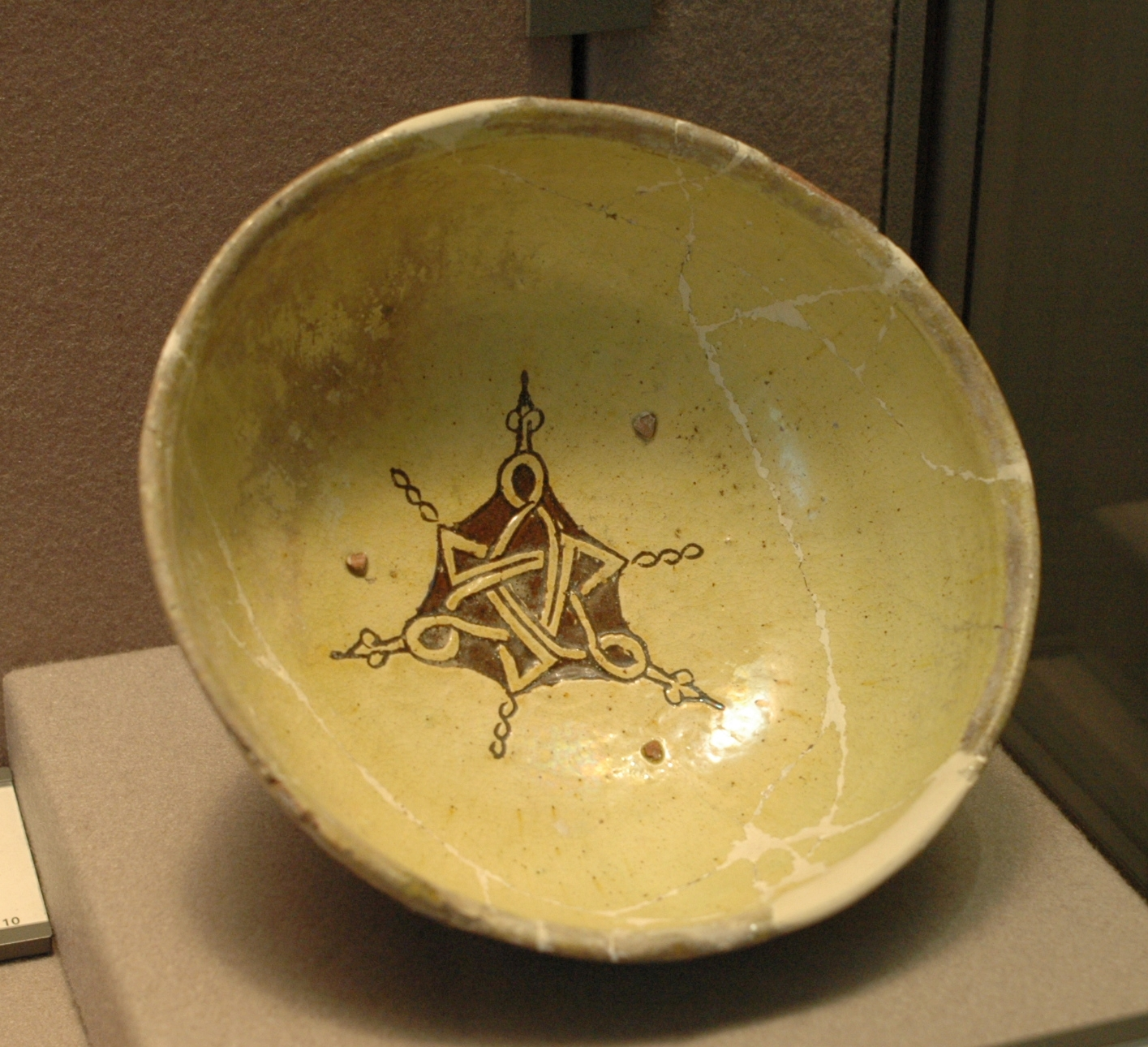
Coupe, Constantinople,, céramique, décor champlevé (musée du Louvre, département des arts décoratifs).

Le champlevé est une technique de travail de l'émail utilisée dans les arts décoratifs. Elle consiste à ôter un peu de matière pour y incruster de l'émail. Le nom vient du français pour « champ surélevé », « champ » signifiant arrière-plan, bien que la technique dans la pratique abaisse la zone à émailler plutôt que de soulever le reste de la surface.
Le terme de champlevé définit aussi un type de gravure d'objets préhistoriques représenté par exemple sur le bâton gravé du Gravettien trouvé dans la grotte du Renne à Arcy-sur-Cure.

## Présentation
Le champ à décorer sur le métal ou la céramique non cuite est creusé au burin en épargnant les cloisons qui vont définir et limiter les alvéoles (aussi appelées champs). L'émail ou la barbotine est placé dans ces alvéoles (la barbotine en excédent est raclée) puis le tout est cuit. Cette technique, dérivée du cloisonné dans le cas du travail du métal, produit un travail plus fin et dans une grande variété de couleurs. 

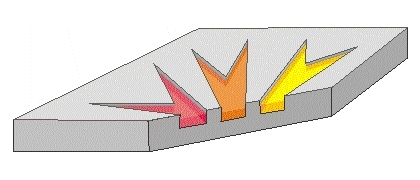
Schéma d'un travail à l'émail champlevé. D'après C. Rienks.

La céramique peut tout aussi bien être recouverte d'un émail transparent d'une seule couleur, qui se déposera donc en couche plus épaisse dans les creux et fera ainsi apparaître les motifs dans la même gamme de tons, clairs, des reliefs, et sombres, des creux.

## En Europe

### Dans l'Antiquité
La technique du champlevé est connue dès l'Antiquité. Dès le IIIe siècle av. J.-C., les Celtes expérimentent une première ébauche de la technique du champlevé en coulant l'émail dans des cavités moulées en creux, sur un support de bronze. On peut admirer un des premiers exemples connus de cette technique sur le bouclier de Battersea. Les Celtes perfectionneront cette technique par l’application à chaud de verre coloré et opaque de couleur rouge sur des métaux. À partir du Ier siècle av. J.-C. apparaissent d’autres couleurs, grâce à l’ambre et l’ivoire, le jaune, puis le bleu principalement.
L'Empire romain en pleine expansion entre en contact avec les Celtes et diffuse la technique du champlevé sur tout son territoire, dans une version plus sophistiquée. Les Celtes ne chauffaient le verre que jusqu’à ce qu’il devienne une pâte molle avant d’être mis en place. Ceci est parfois connu sous le nom d’émaillage de « cire à cacheter ». Les Romains vont mettre en place la pâte de verre et la cuire jusqu’au moment où elle se liquéfie.
Au IVe siècle les Huns envahissent l’Europe occidentale, forçant les Germains et les Goths à la fuite. Le style du cloisonné barbare est réintroduit dans ces territoires. La technique du champlevé sera ensuite largement oubliée en Europe, du Ve au Xe siècle, malgré une continuité sporadique dans le sud de l'Allemagne et la Pannonie. Pendant cette période, la technique du cloisonné va prendre la relève du champlevé, dans la production d'émaux européens.

### En Europe romane
Expérimentés à l'abbaye Sainte-Foy de Conques, sous l’abbé Boniface, au début du XIIe siècle, les émaux champlevés sont alors redécouverts. Un des premiers exemples est le reliquaire de l’abbé Boniface de Saint-Foy, produit en 1120. La technique désormais employée diffère légèrement de celle des Celtes : les champs ne sont plus formés dans le bronze en fusion comme dans l’émail celtique, mais dans les alvéoles produites au ciseau ou par morsure acide. Par ailleurs, la couleur dominante n'est plus le rouge, mais le bleu. Il était en effet très cher de se procurer des pigments bleus pour la peinture, mais les émaux bleus étaient relativement abordables.
On distingue deux foyers de production : 
- l'Europe méridionale (nord de l’Espagne et sud-ouest de la France), avec pour centres majeurs Conques, Burgos (abbaye de Silos) et Limoges[7]. Ces villes bénéficient de leur localisation sur le chemin de Saint-Jacques de Compostelle, dont le pape Calixte II a encouragé le pèlerinage au début du XIIe siècle ;
- l'Europe rhéno-mosane (étendue jusqu’à la Saxe, l’Angleterre et la Champagne)[7], quelques dizaines d'années plus tard, avec pour centres majeurs Namur, Liège, Stavelot et Cologne[5]. Elle se distingue de la production méridionale par une palette de couleurs plus froides.

Des ateliers proto-industriels y sont créés, permettant une production nombreuse et variée. En parallèle d'œuvres relativement bon marché, produites en masse, ces ateliers conçoivent également des pièces uniques et très sophistiquées. L'art roman est l'esthétique dominante des émaux champlevés de cette période.
En 1215, le concile de Latran IV décide d'autoriser l’emploi de l’émail champlevé pour les vases sacrés, ce qui stimule la demande dans toute l'Europe.
Au XIVe siècle, Sienne devient le foyer d’une nouvelle technique. C’est le champlevé basse-taille, où l’on applique des émaux translucides sur un bas-relief au ciseau, au fond moins rugueux que pour l'émail champlevé. Les techniques du cloisonné et du champlevé sont alors abandonnées au XVe siècle au profit des émaux translucides.

## En Corée du Sud
La céramique coréenne en a fait une spécialité sous la forme de certains grès buncheong : les parties creusées servent autant à tracer le motif, au trait, qu'à définir des surfaces. Le jeu de couleur se fait avec le grès, sombre, et la barbotine, claire. La barbotine est placée dans les parties réservées par de larges coups de pinceaux qui recouvrent la totalité de la pièce et ensuite, lorsque la barbotine est sèche, la pièce est raclée pour découvrir les motifs.
Une autre technique buncheong consiste à recouvrir le grès de barbotine, puis à creuser les motifs dans la barbotine sèche, sans autre opération : dans ce cas, cette technique est similaire au sgraffite et non au champlevé. Les céramiques coréennes sont ensuite recouvertes d'un émail céladon transparent.

## Au Japon
Une technique similaire était connue sous le nom de 七宝象嵌 (shippou-zogan) au Japon. On l'utilisait notamment pour orner la garde (tsuba) des sabres.

## Galerie

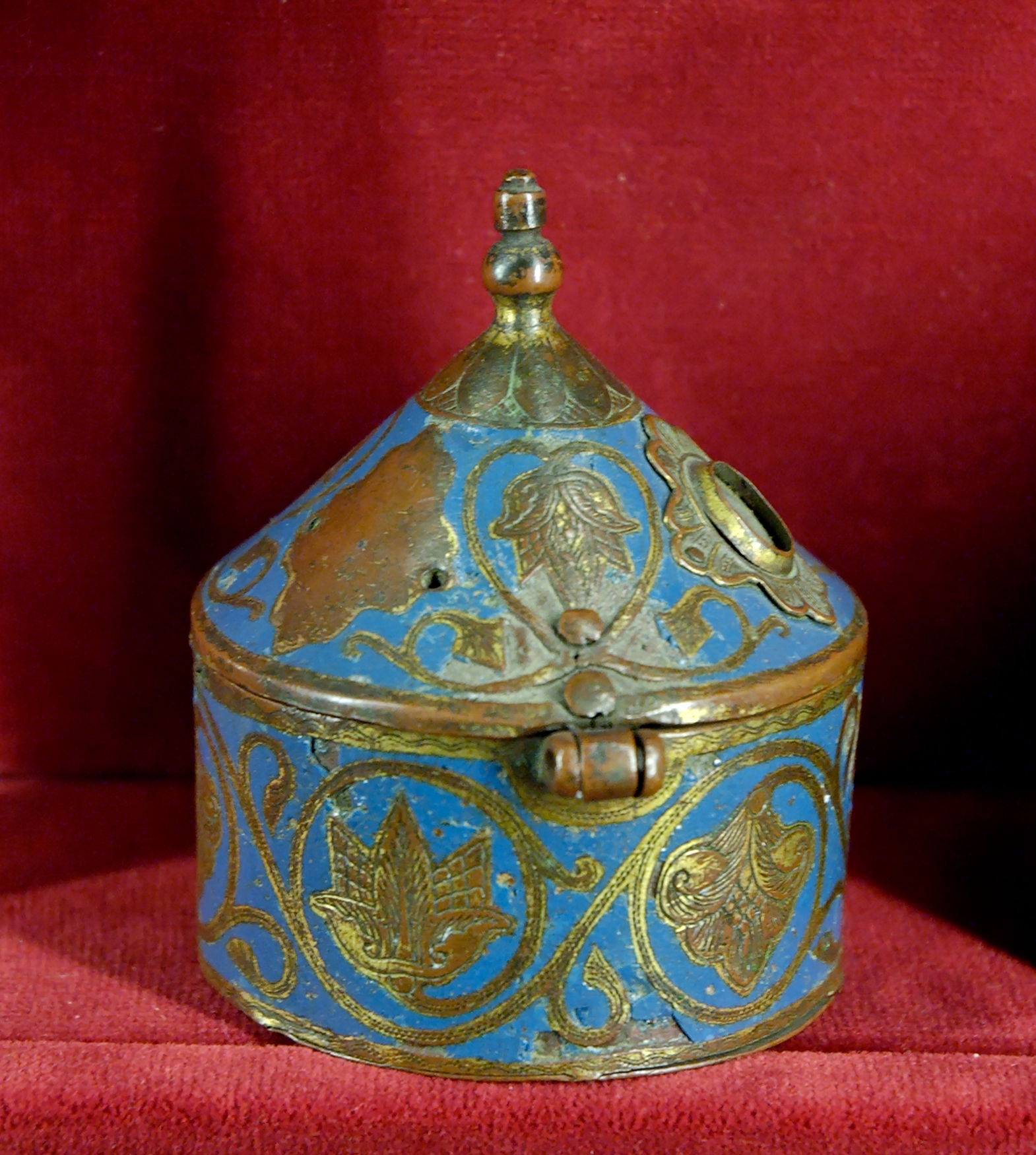
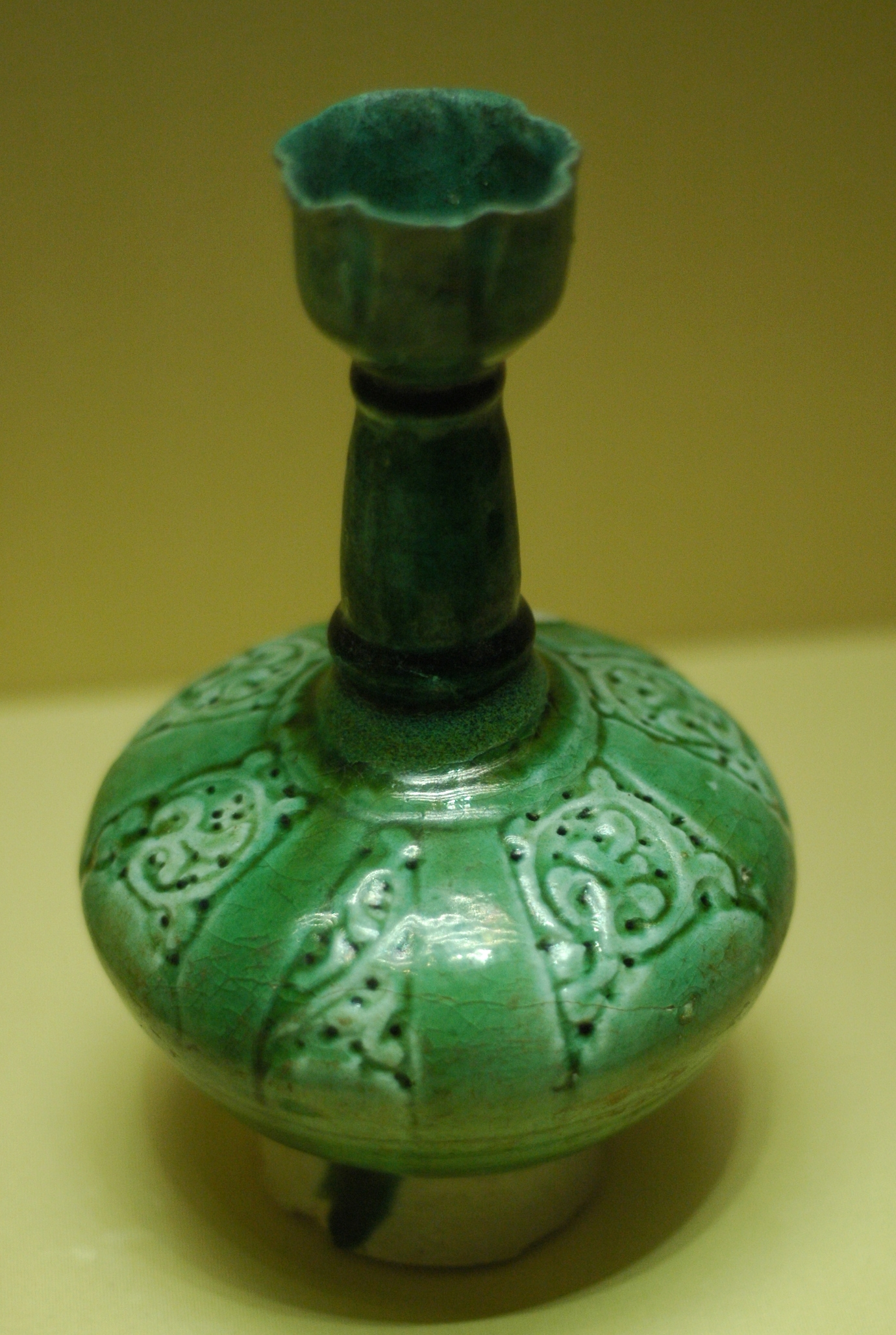
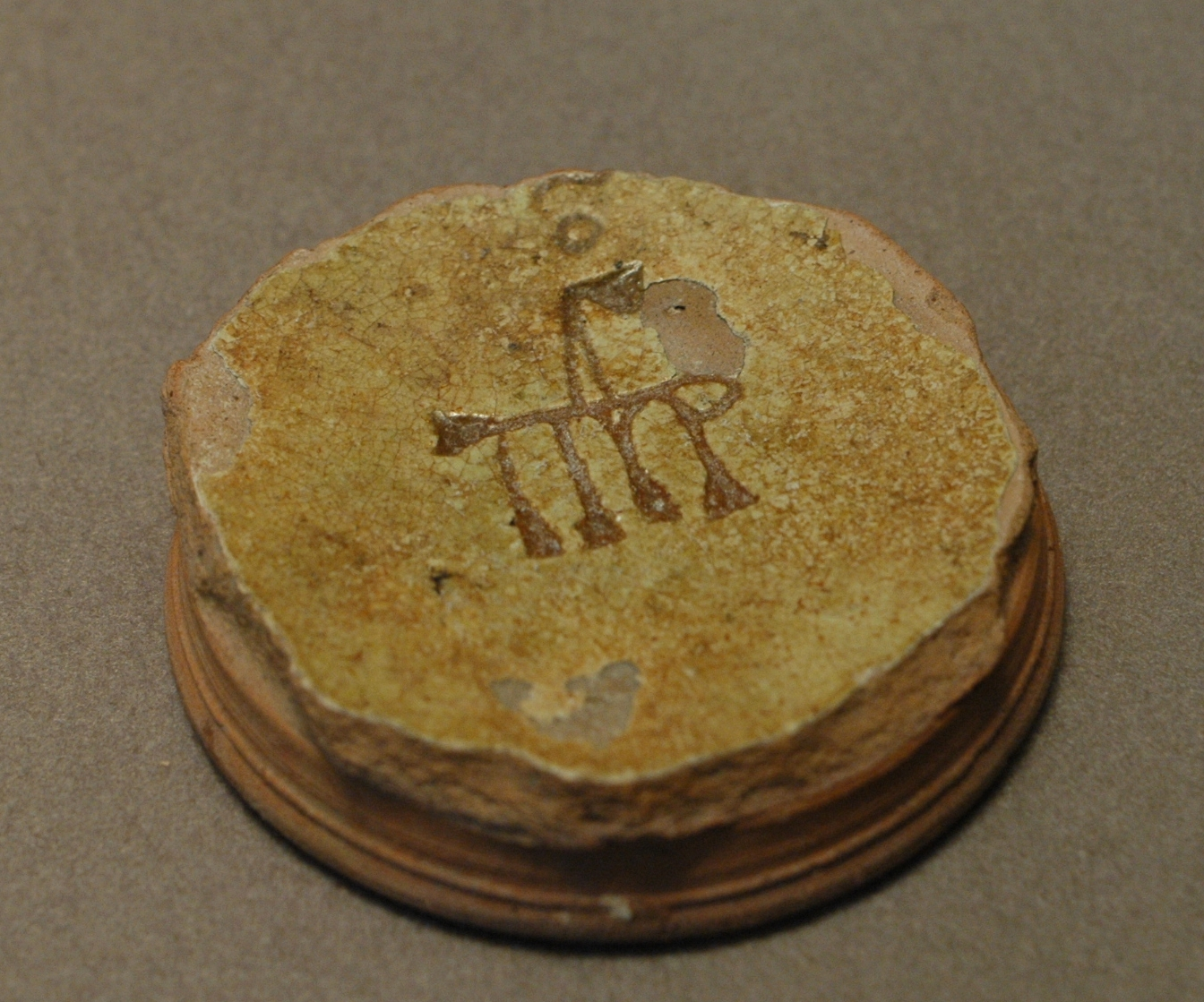
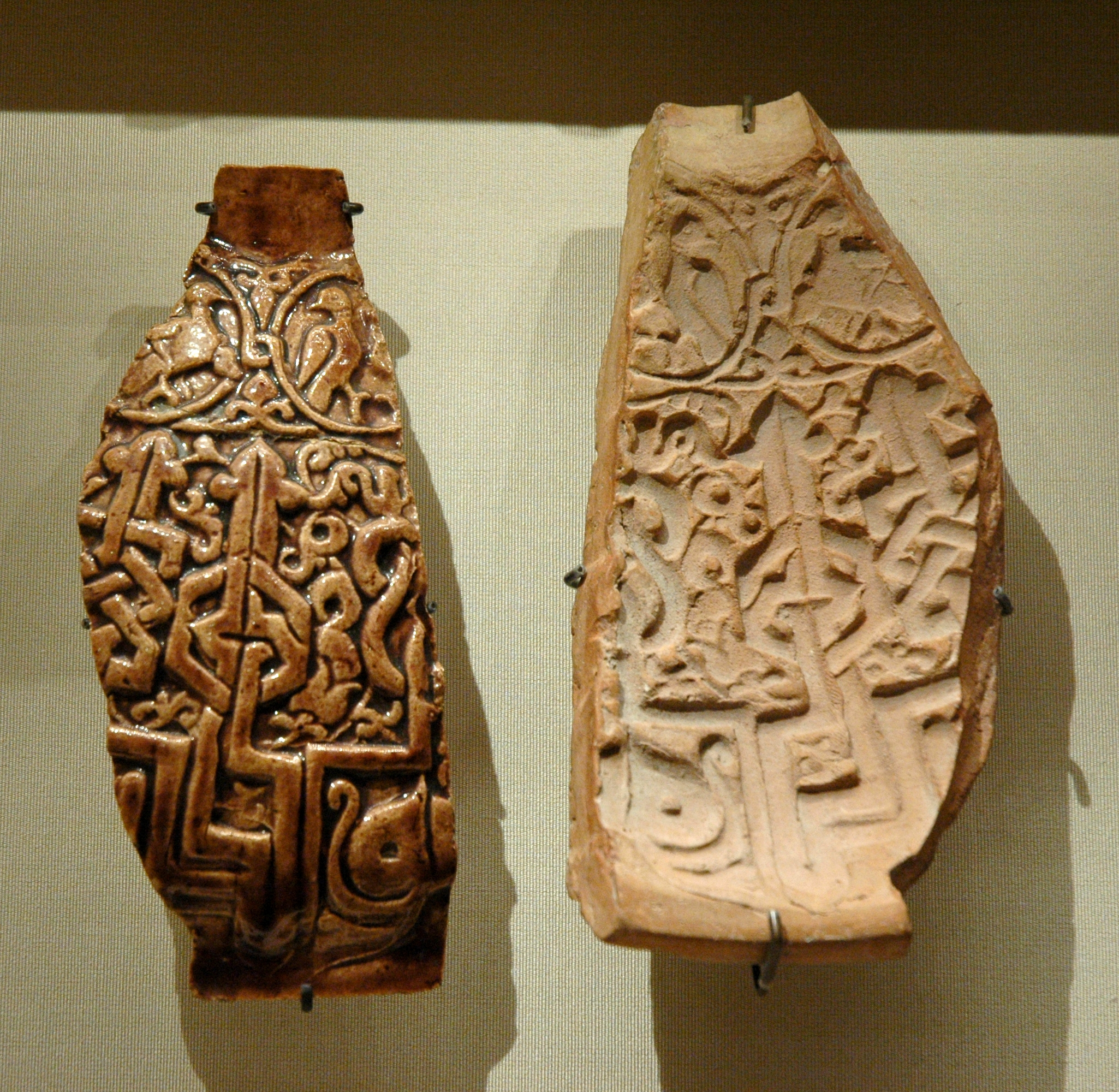
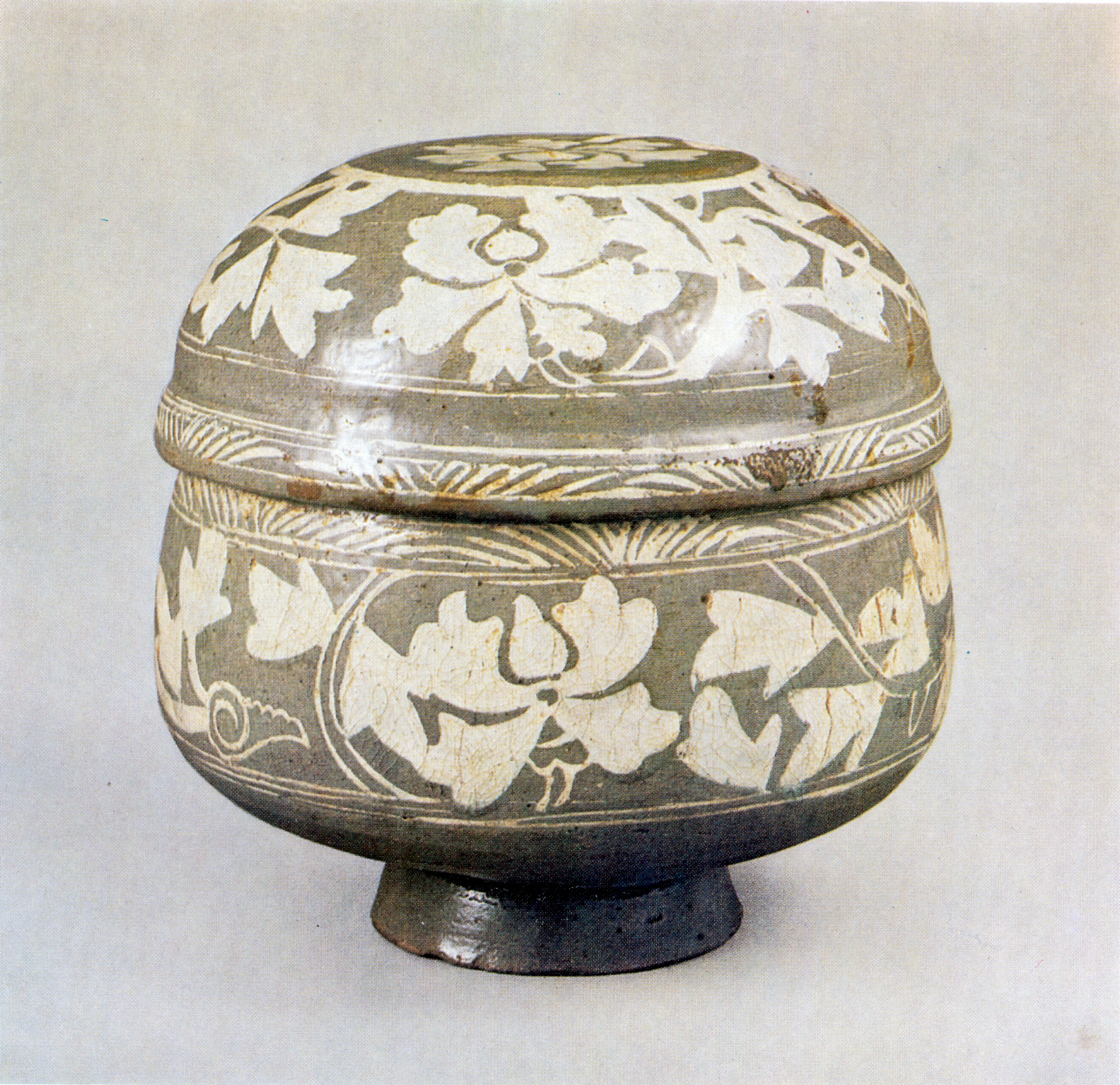
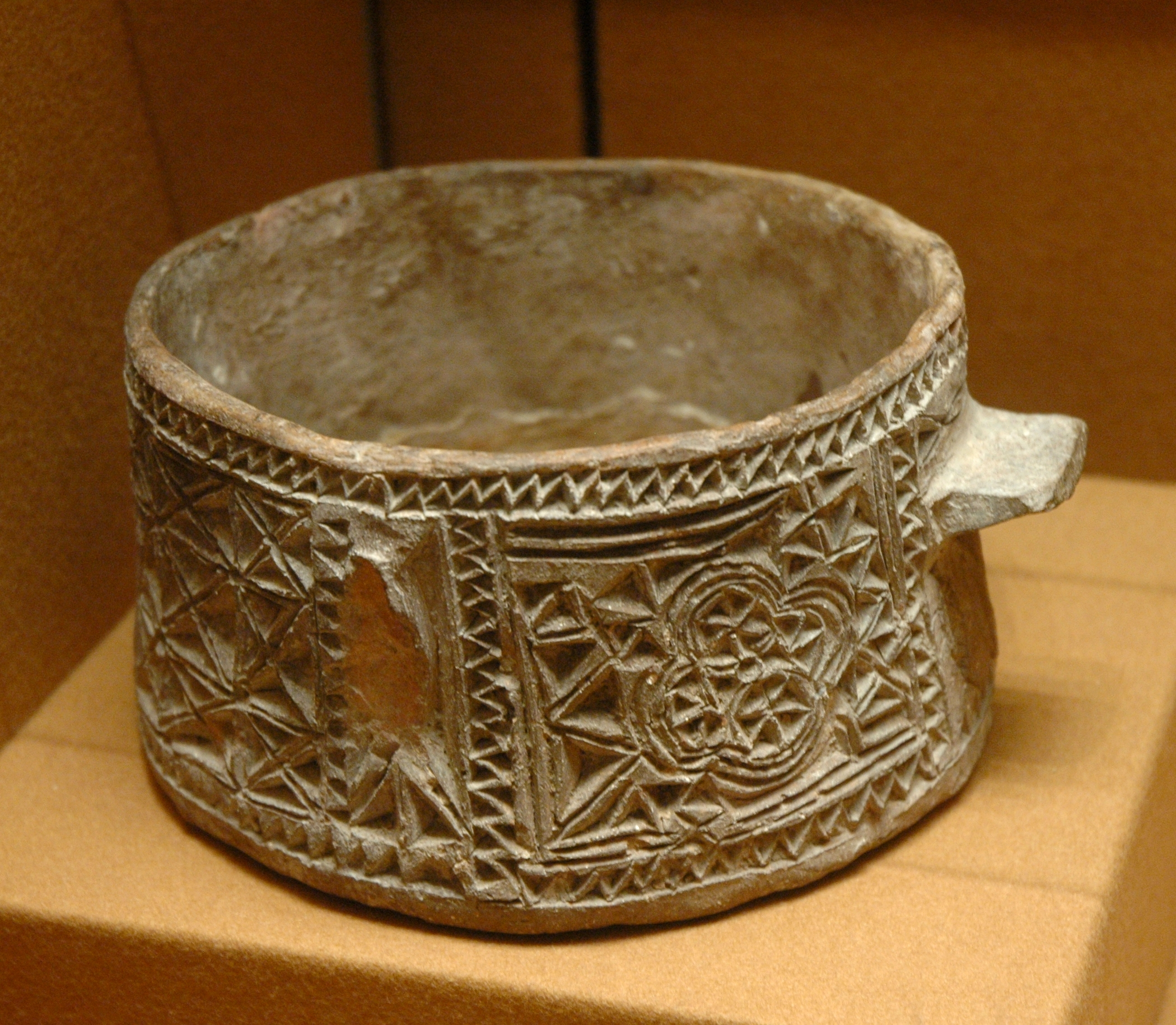
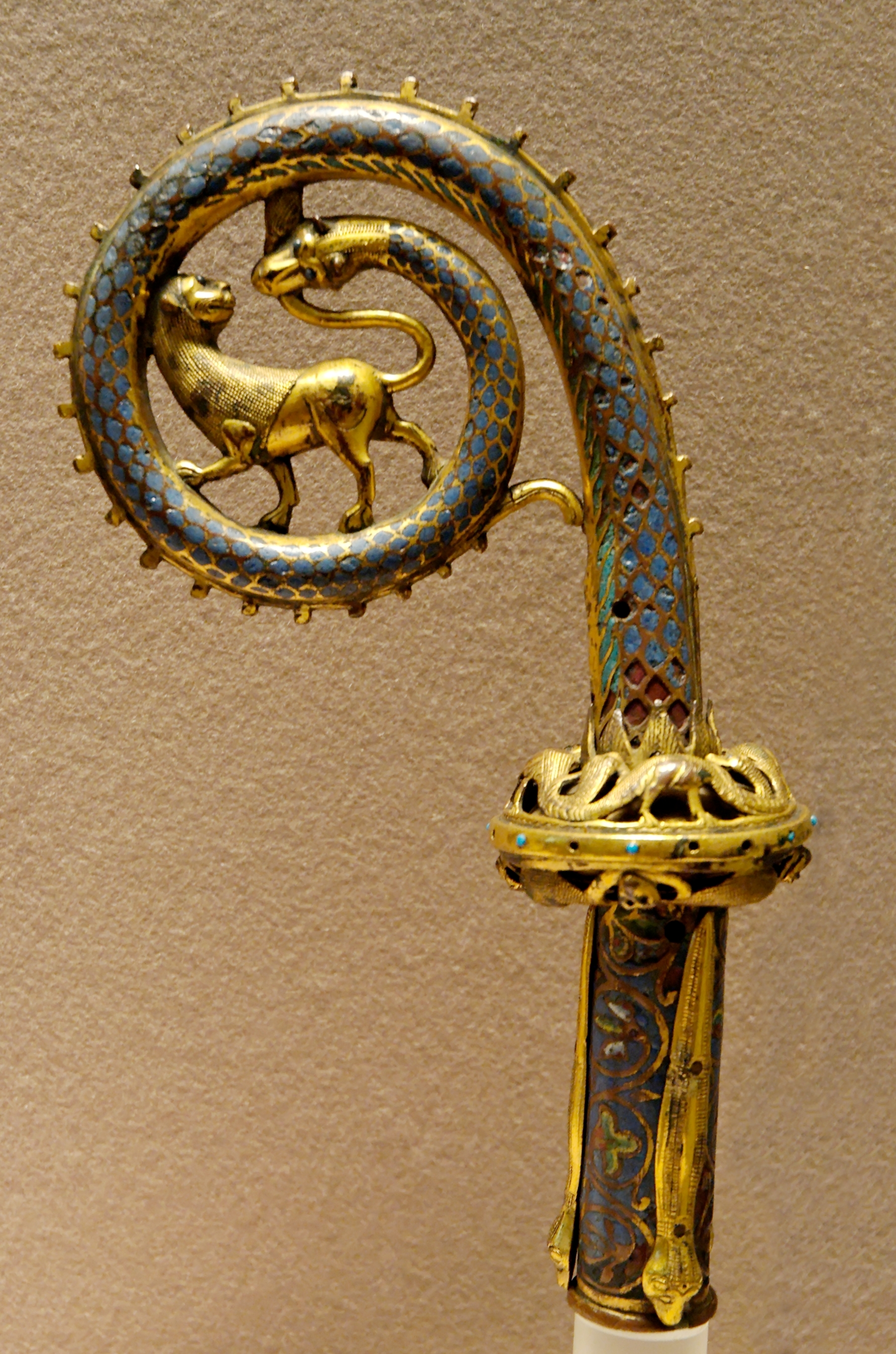
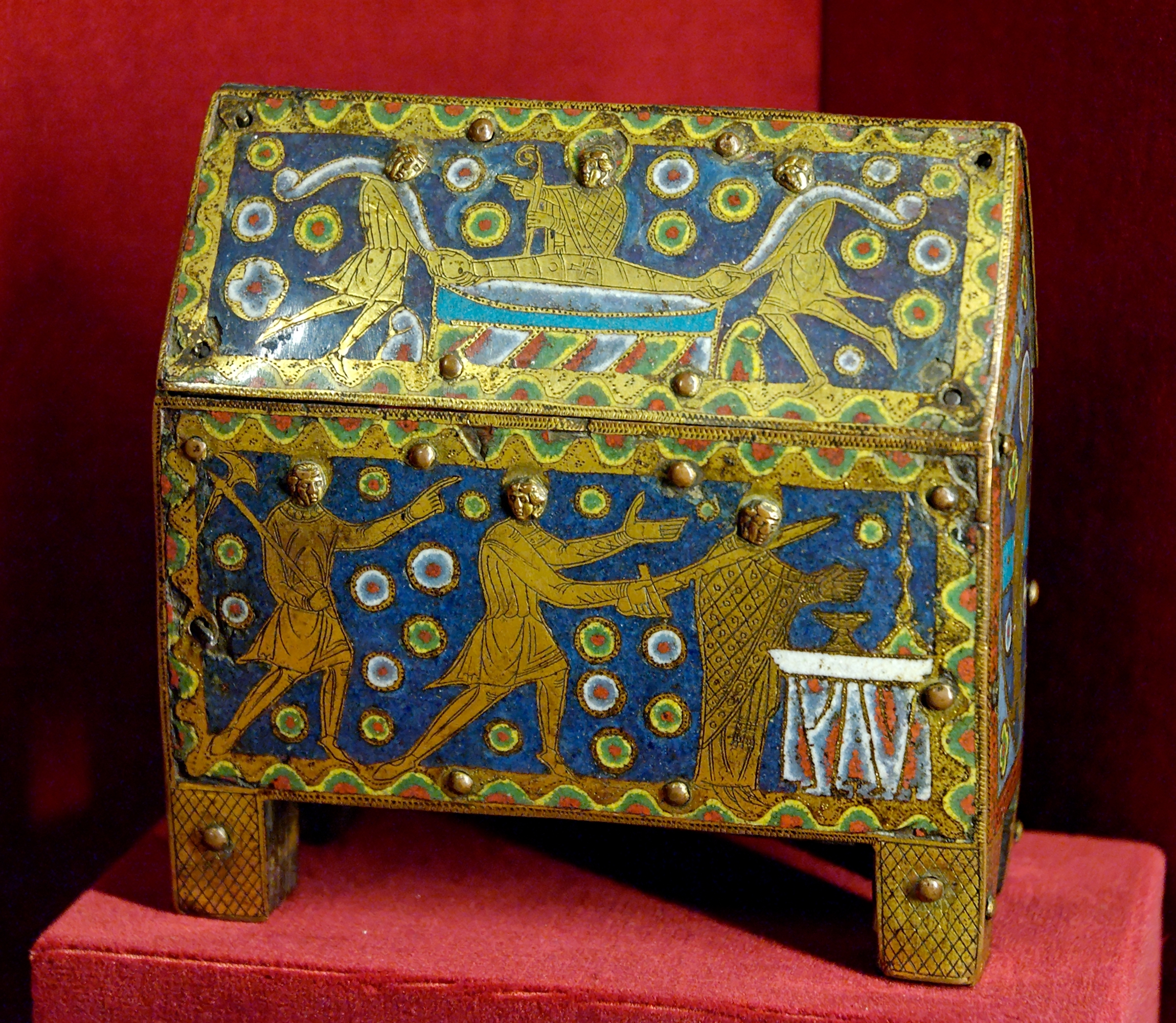
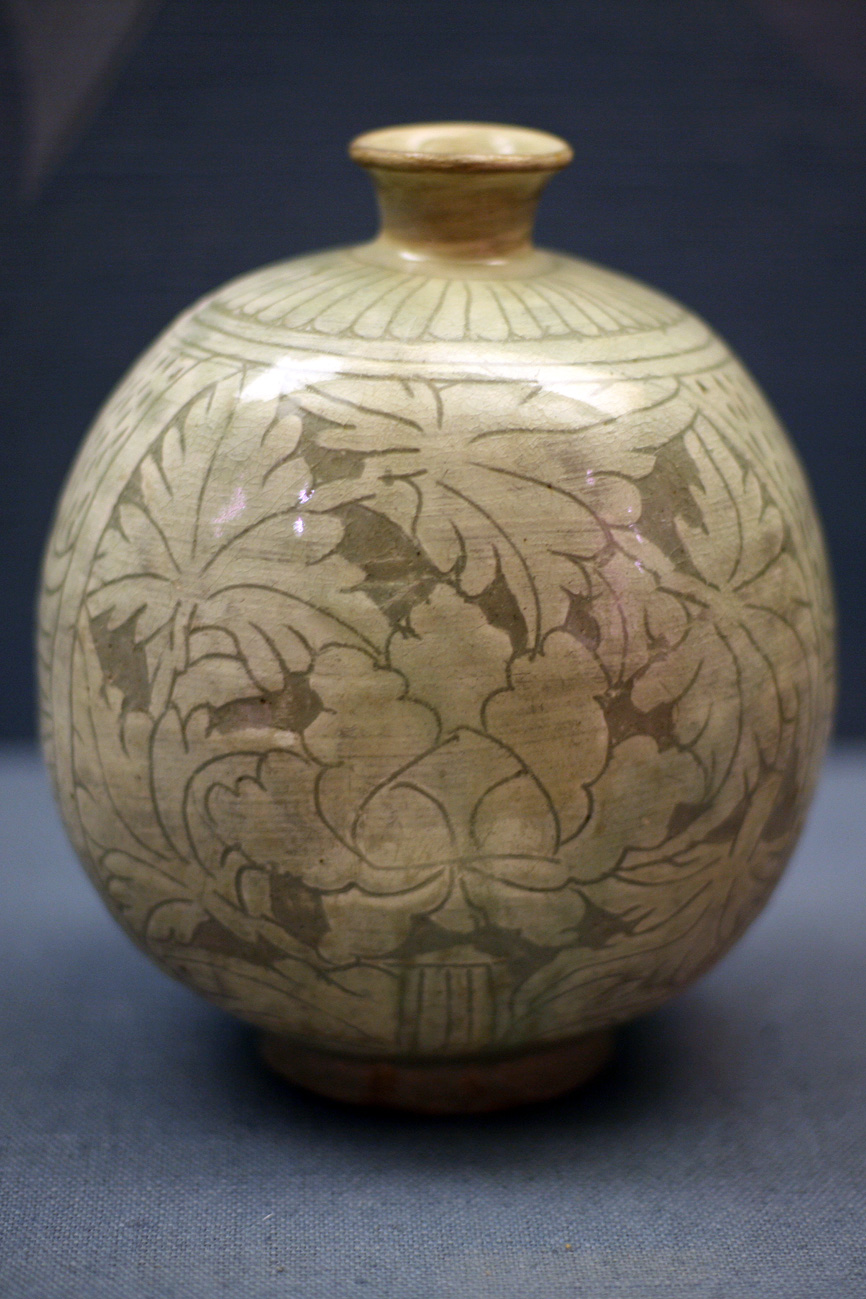
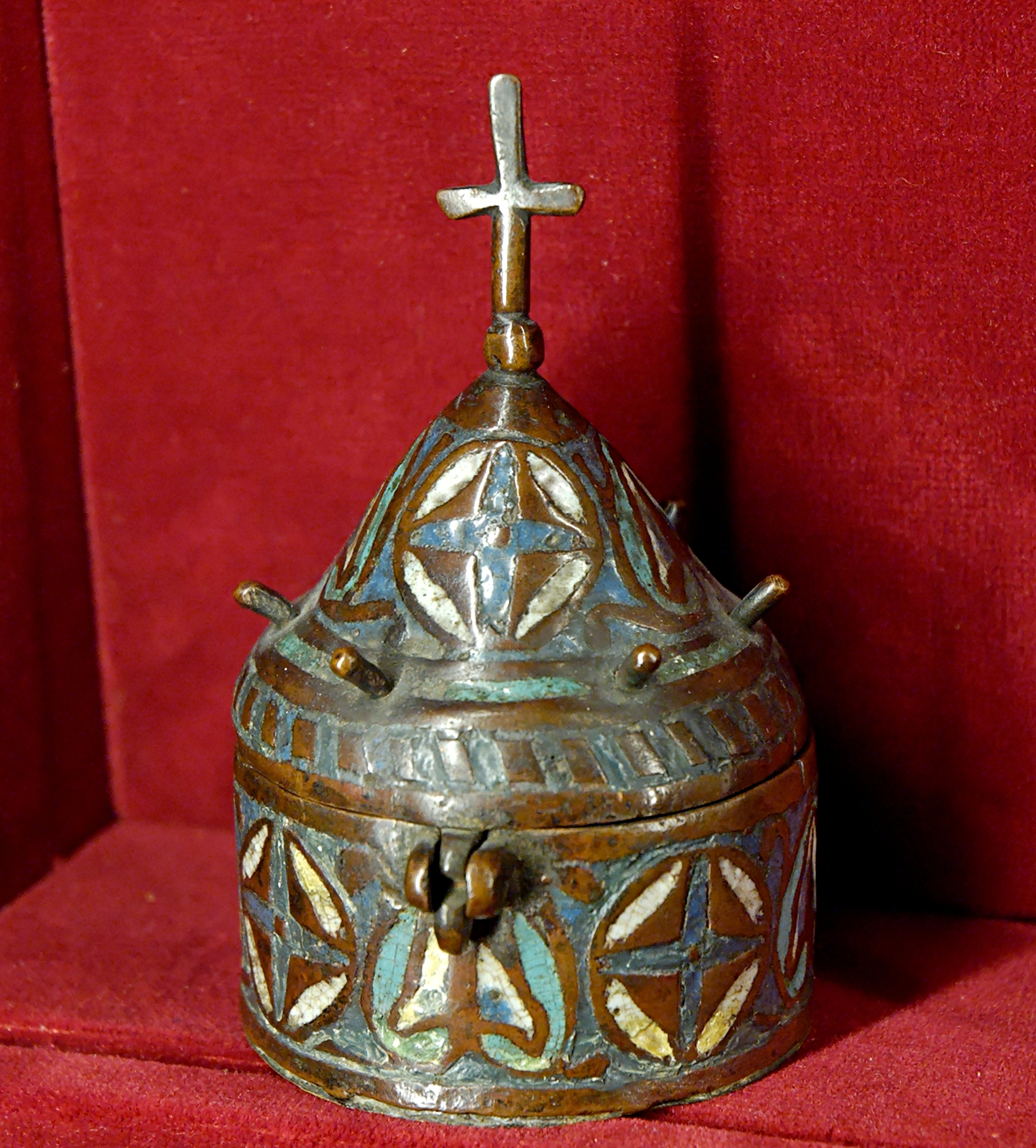
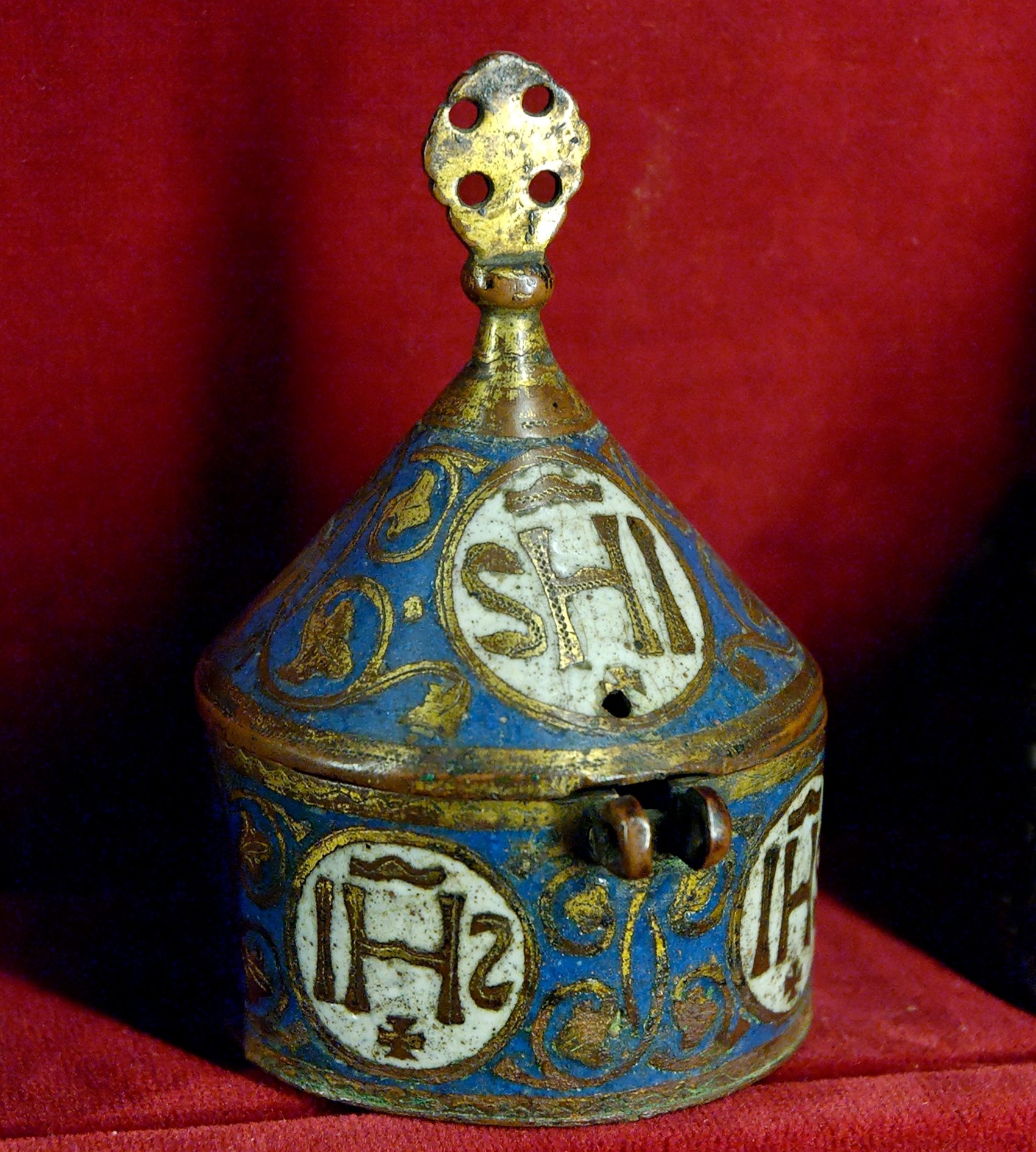
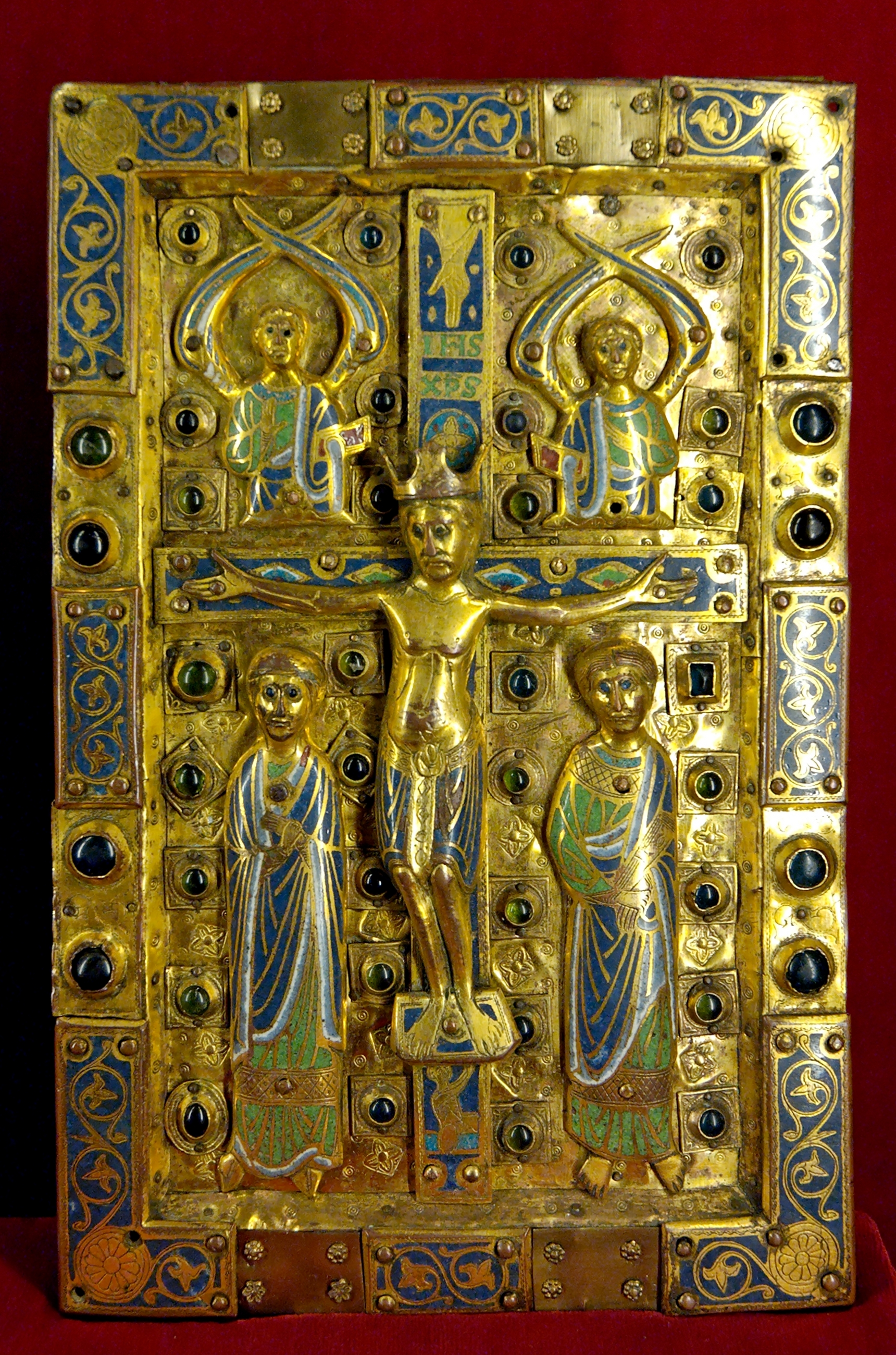
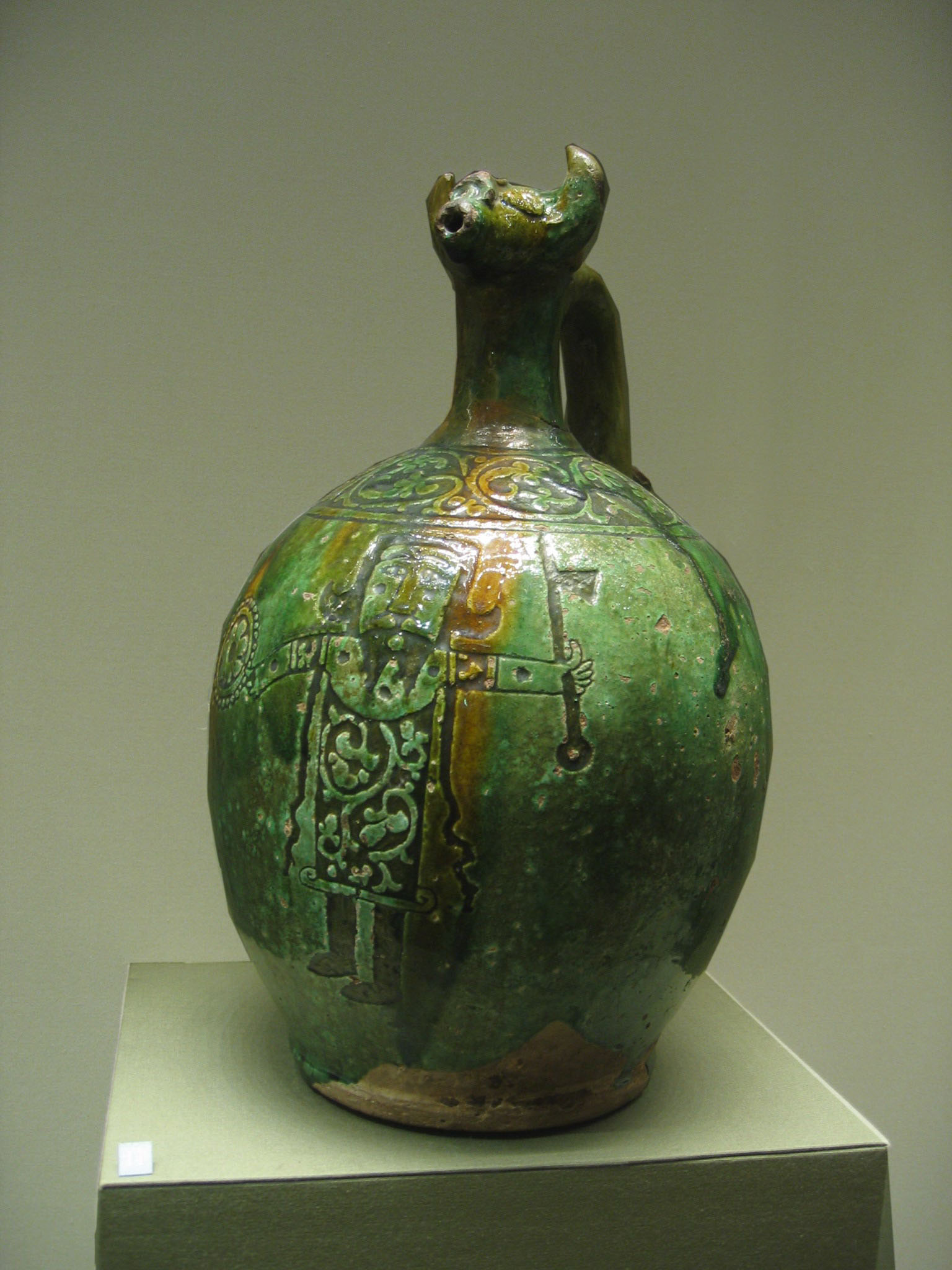
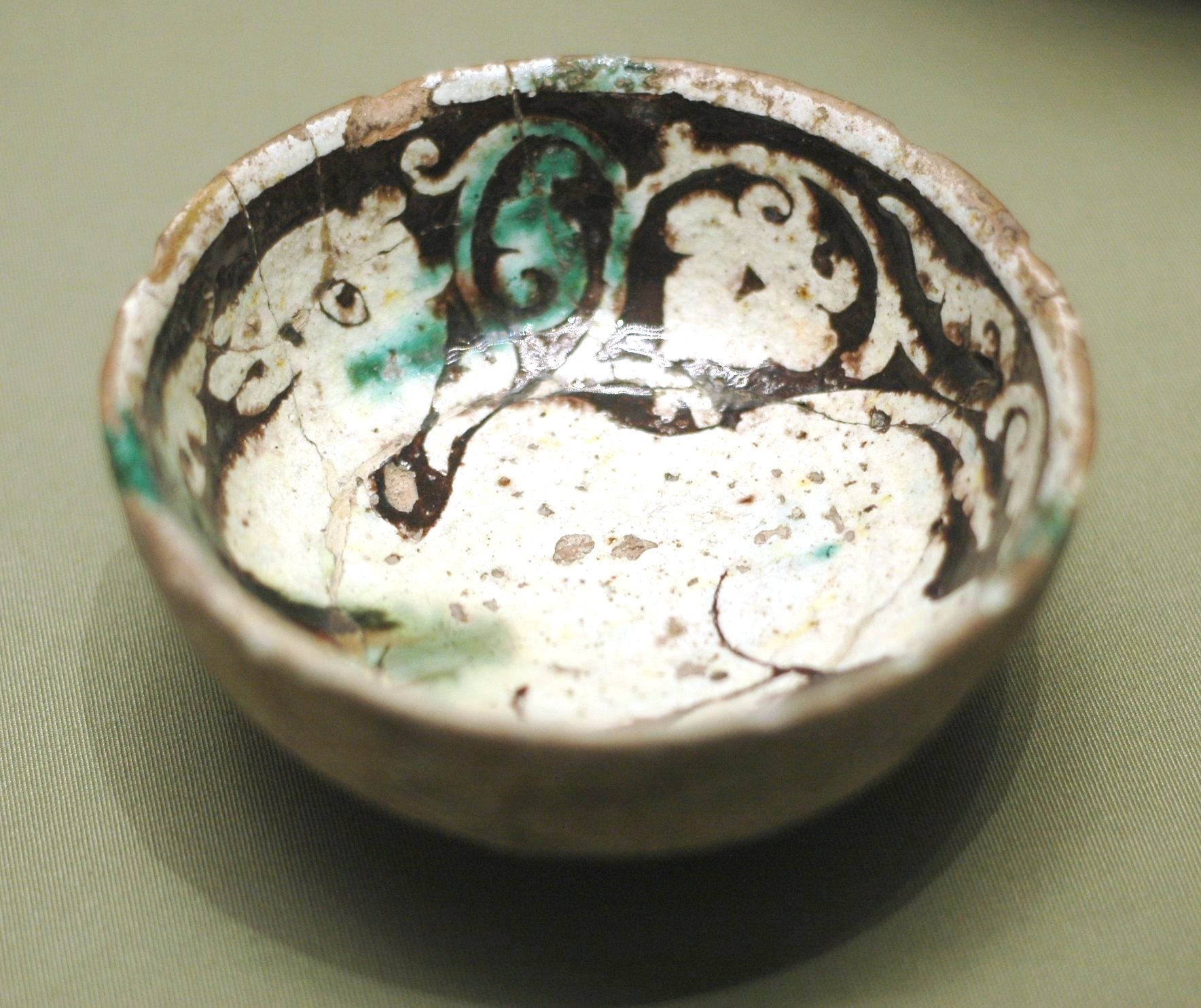
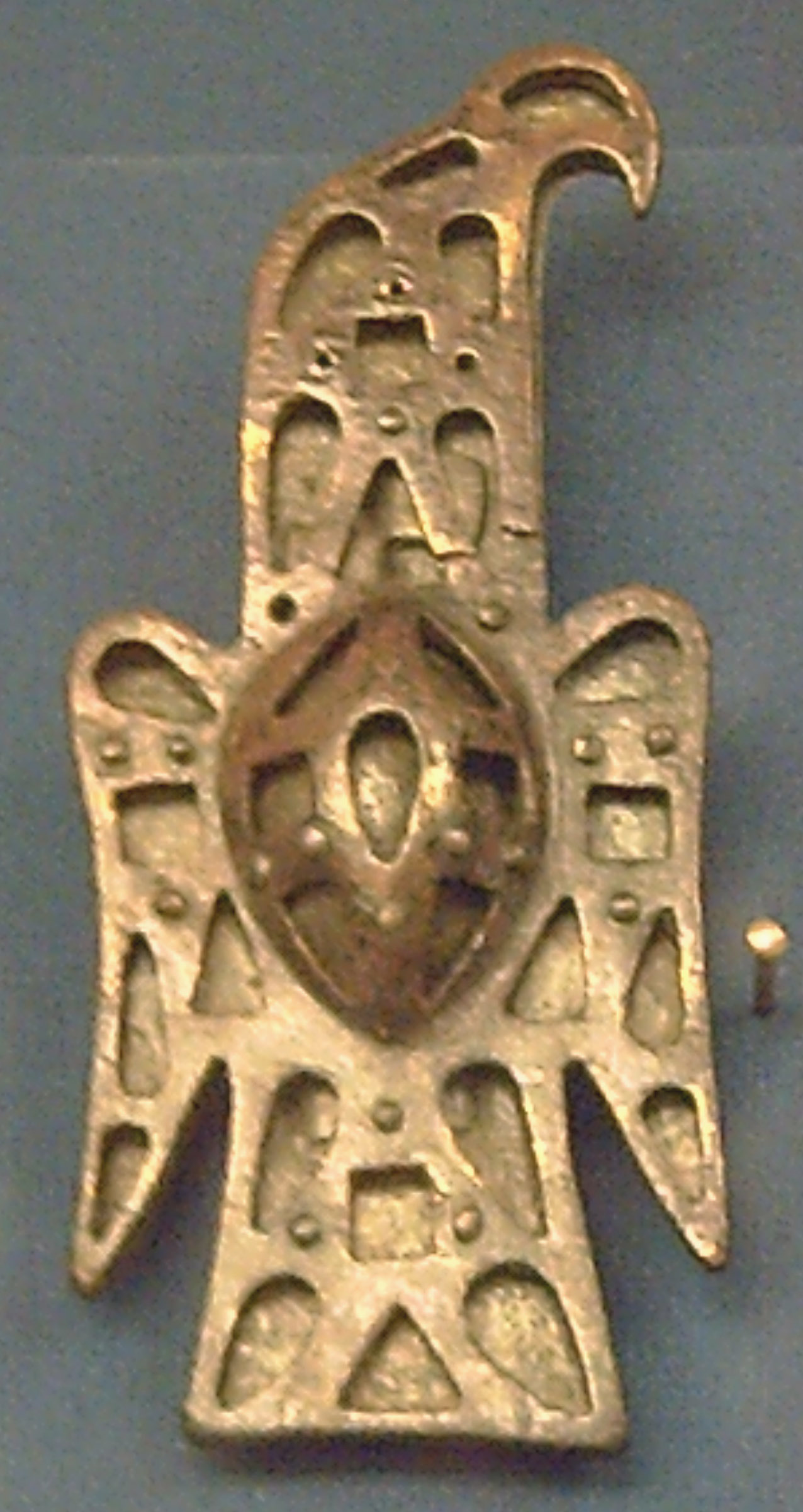
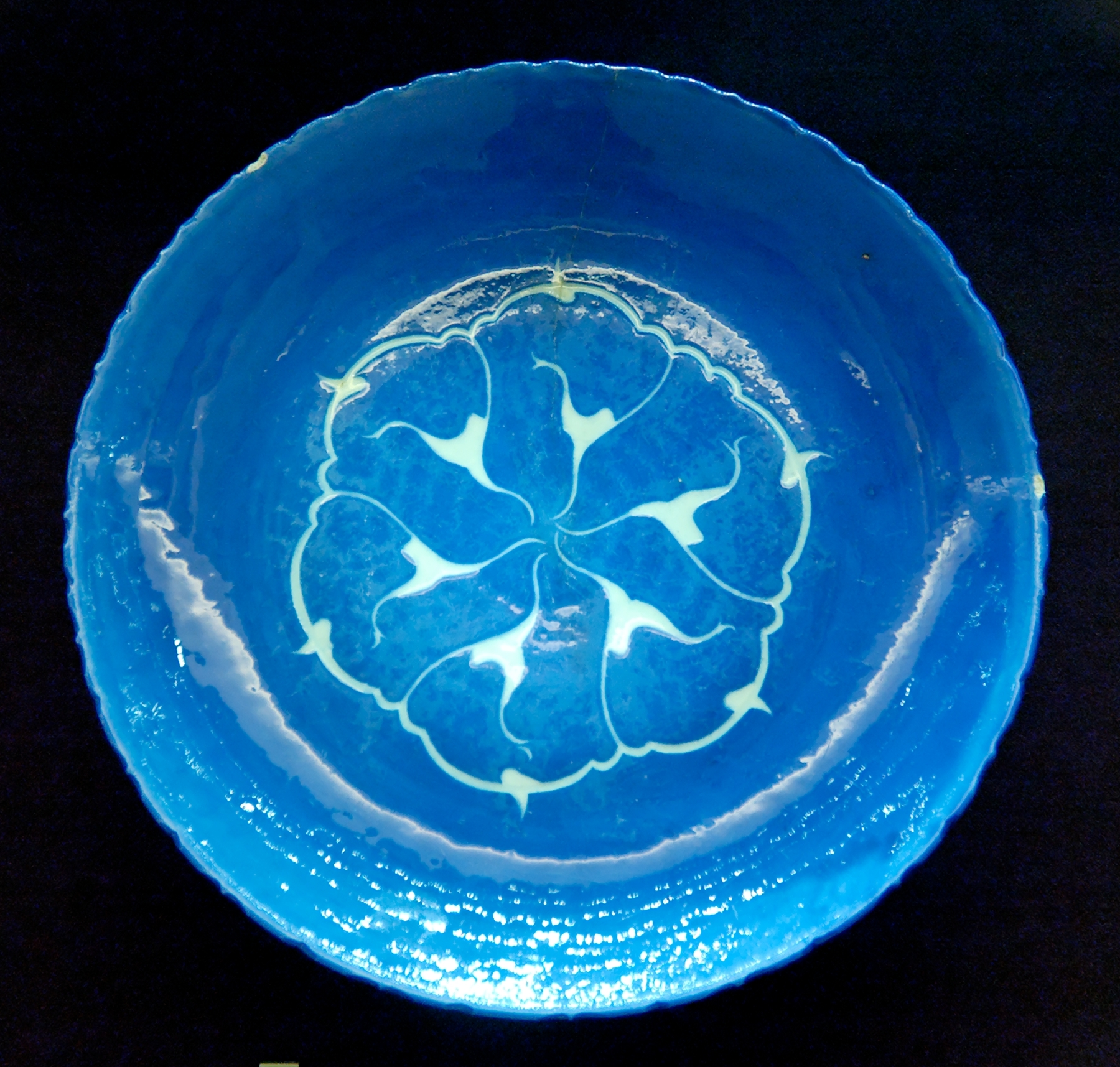
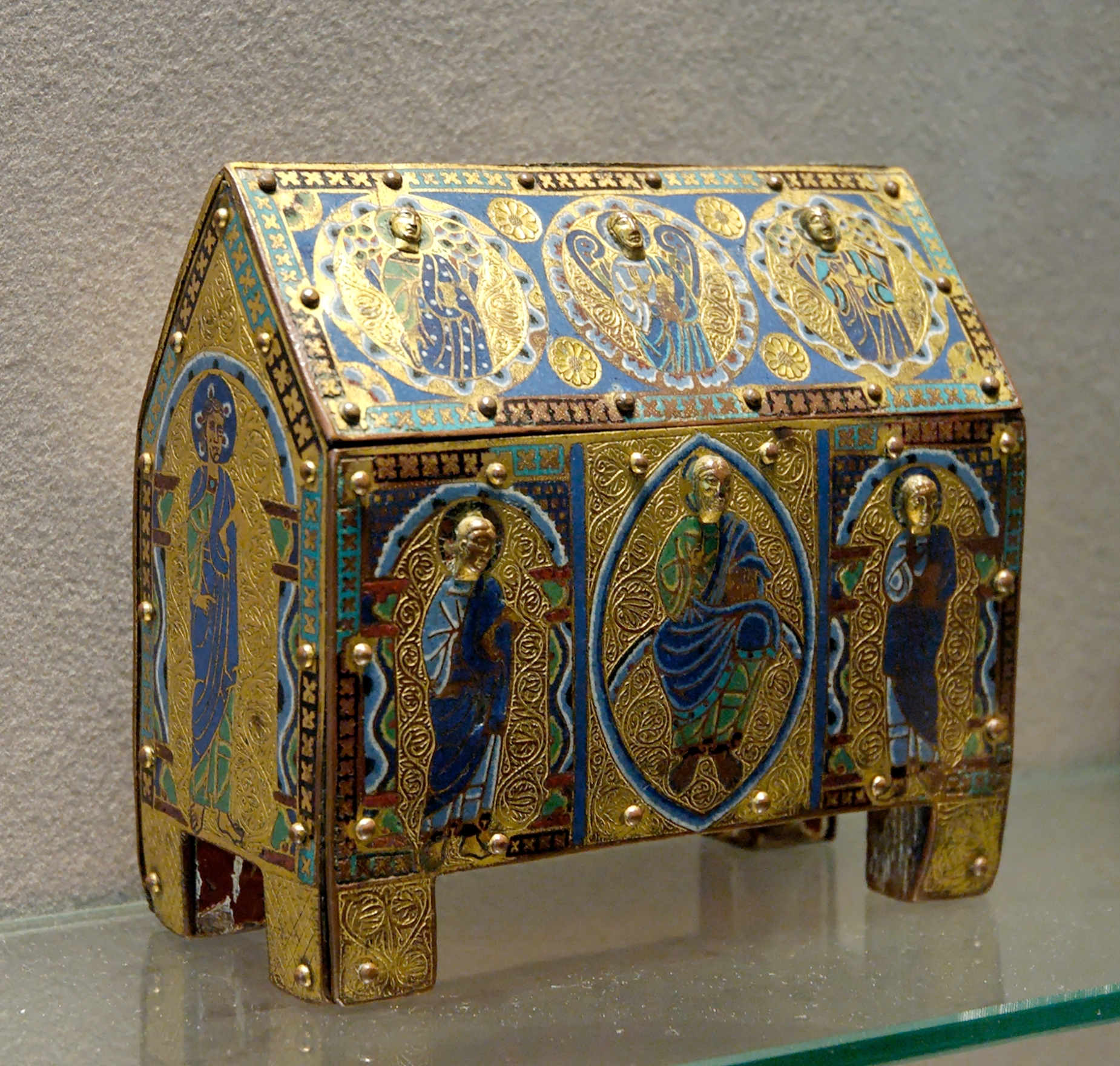
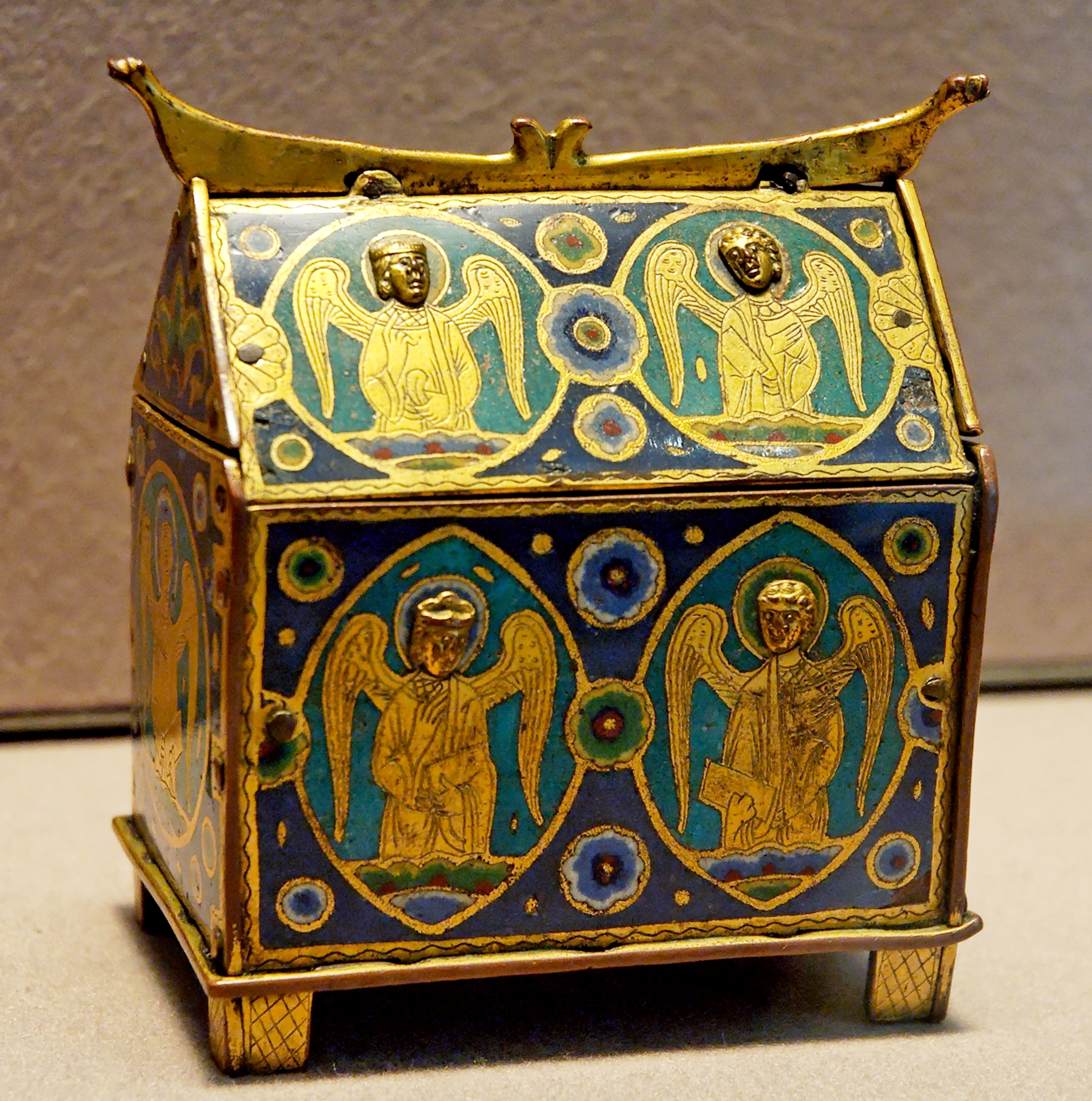
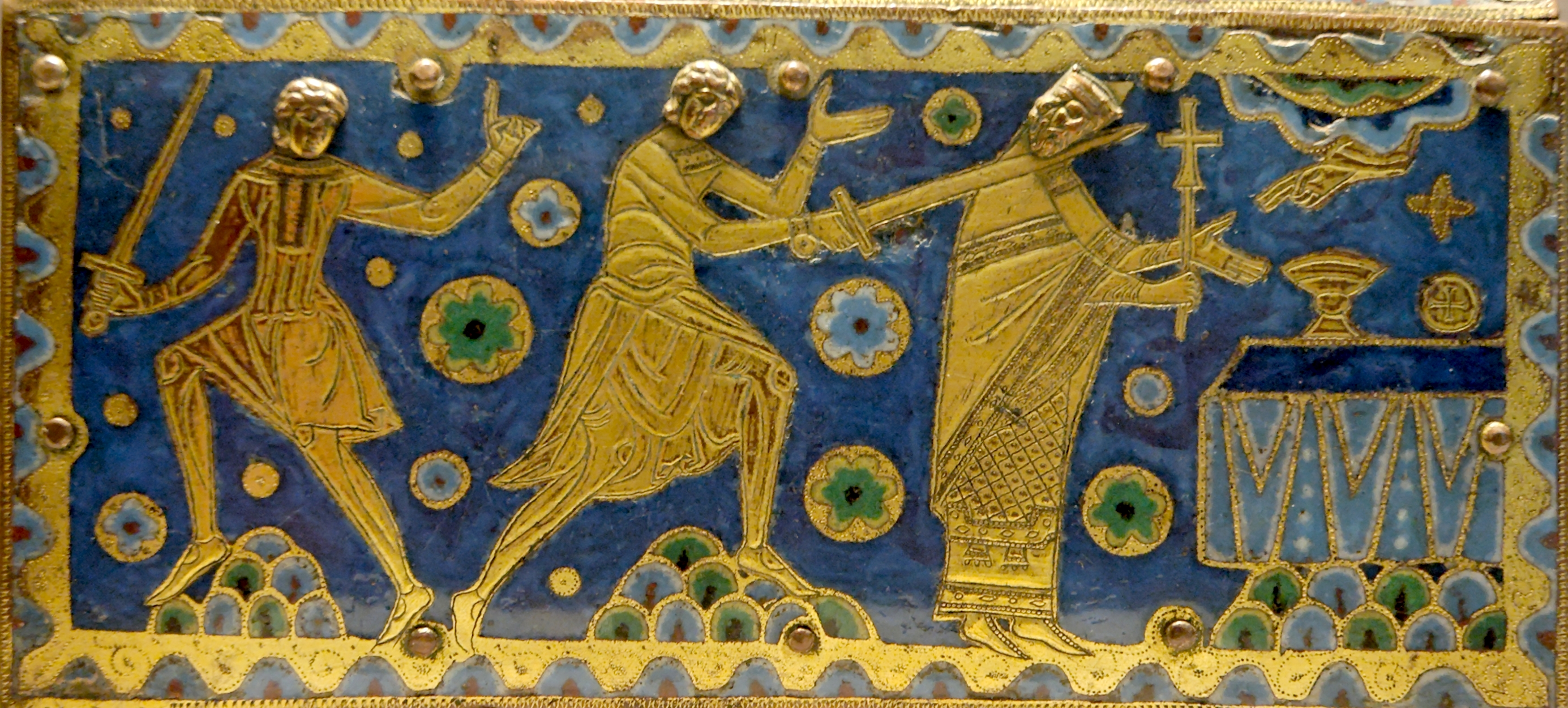
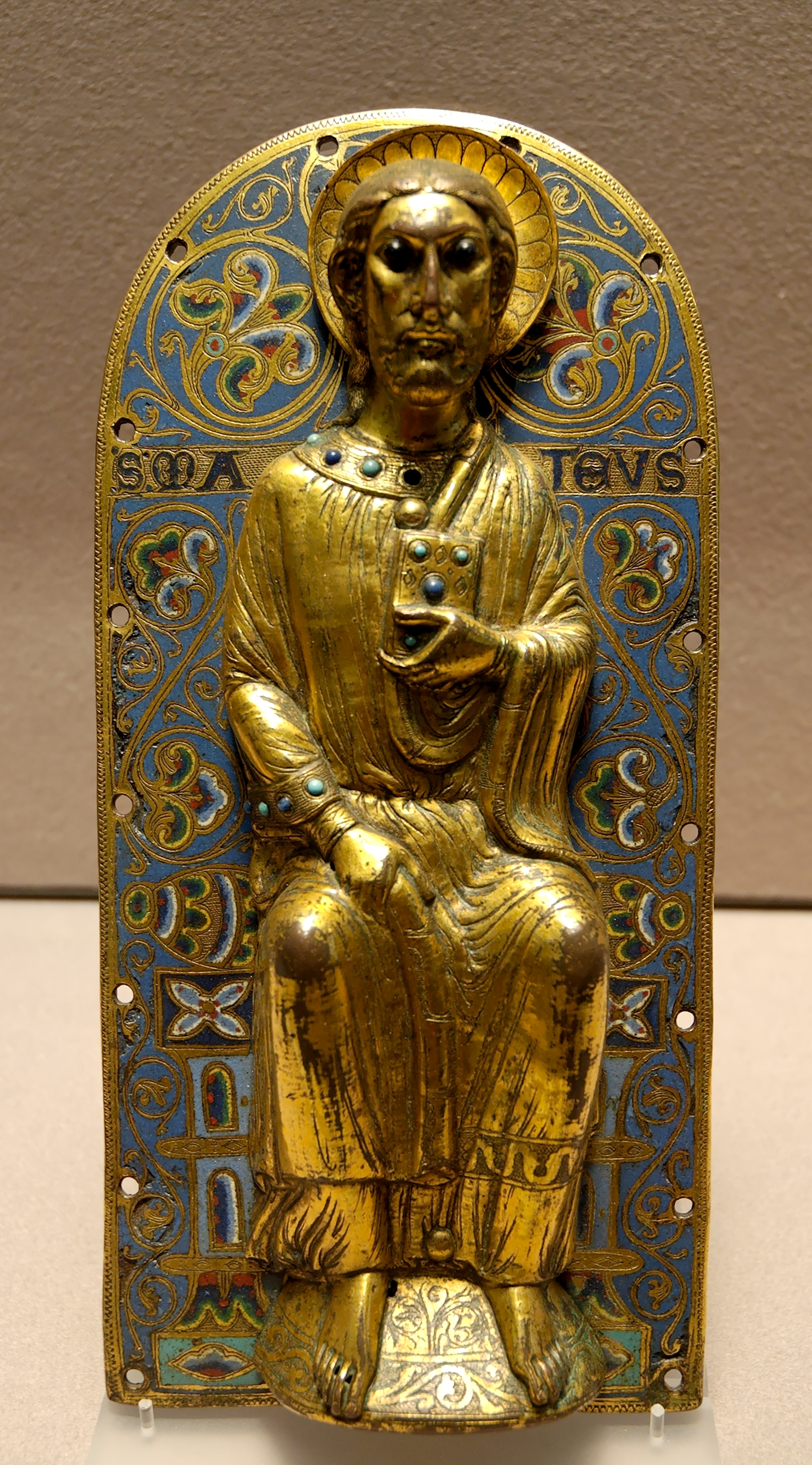
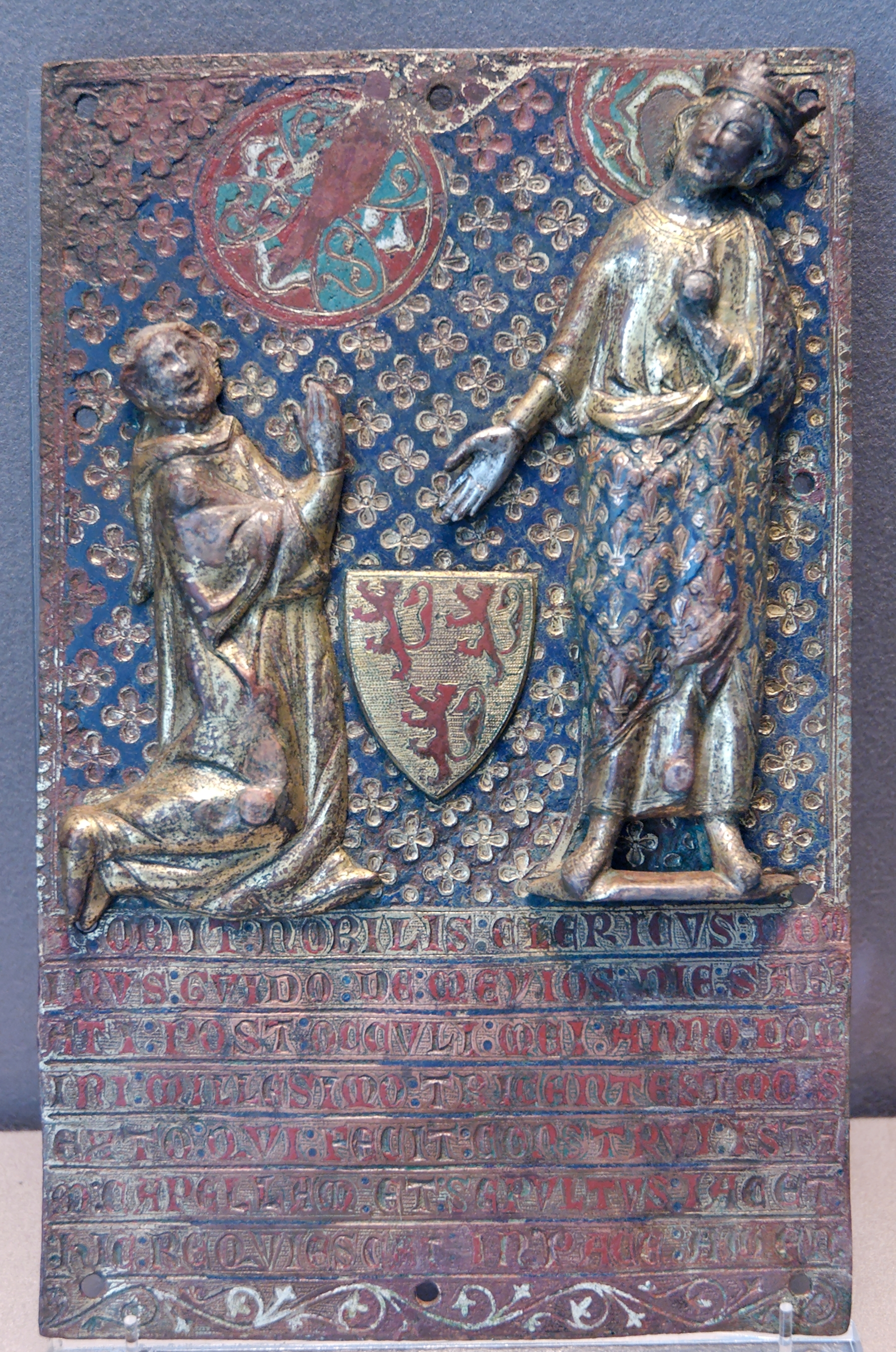
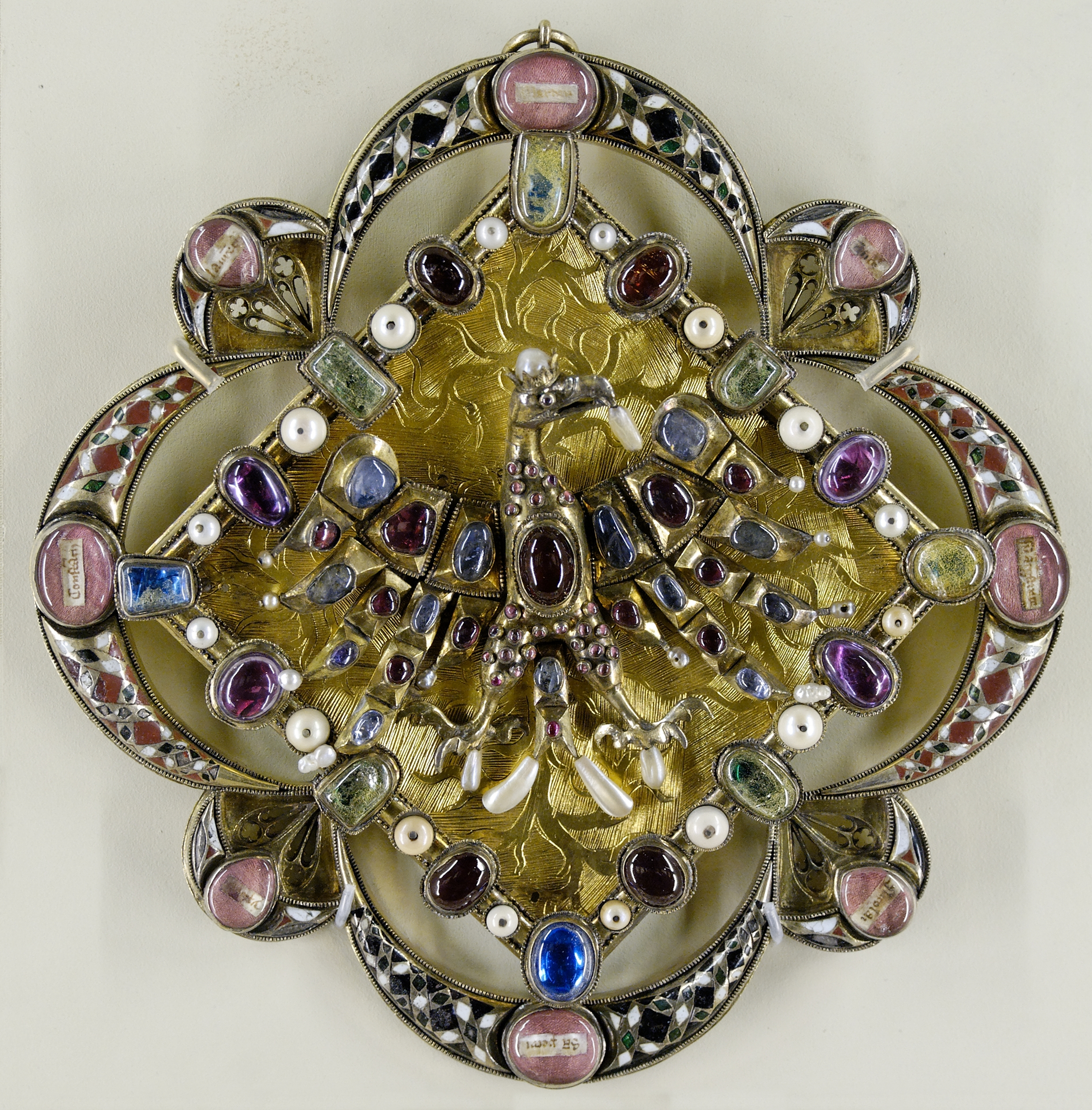
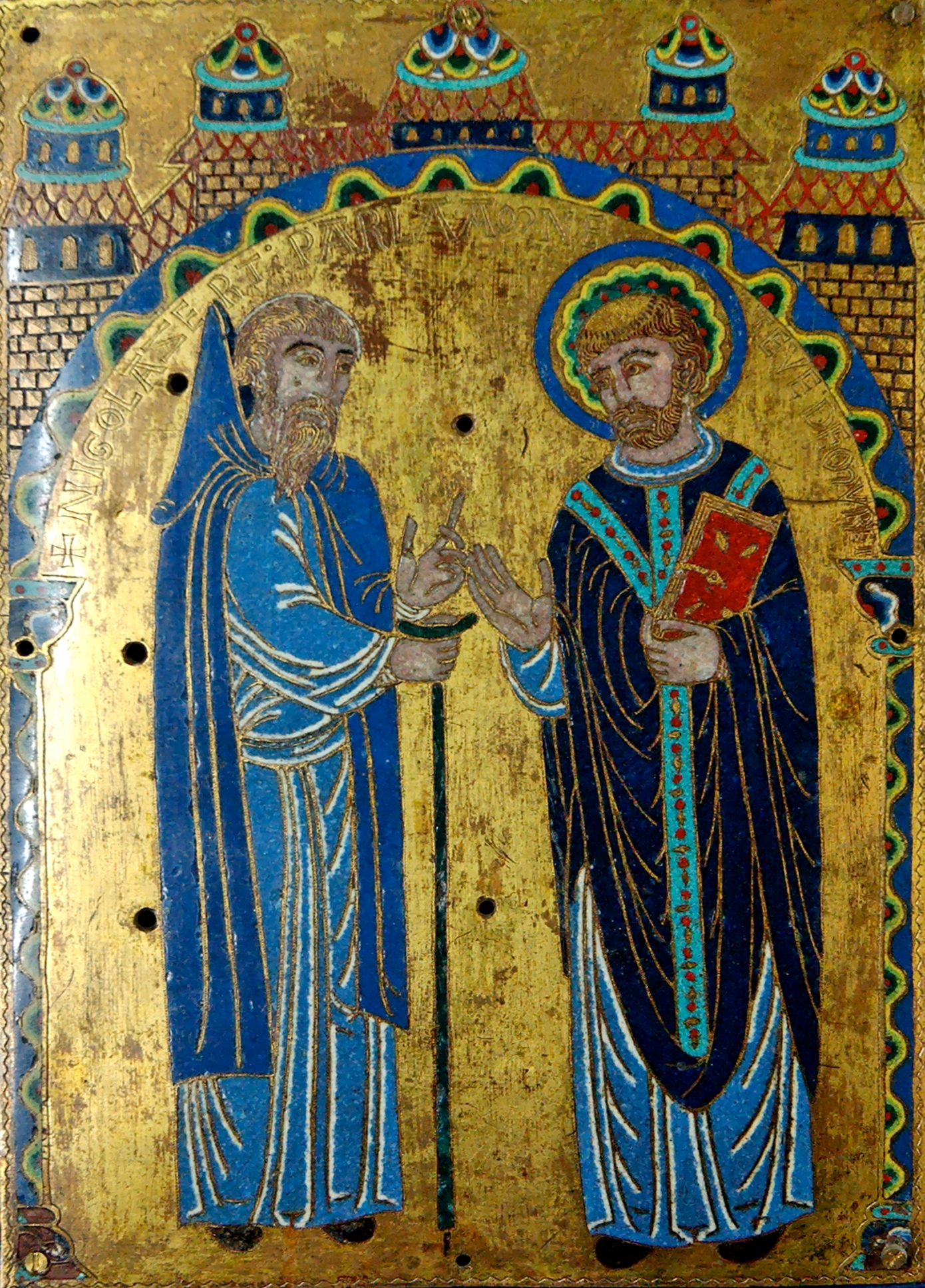
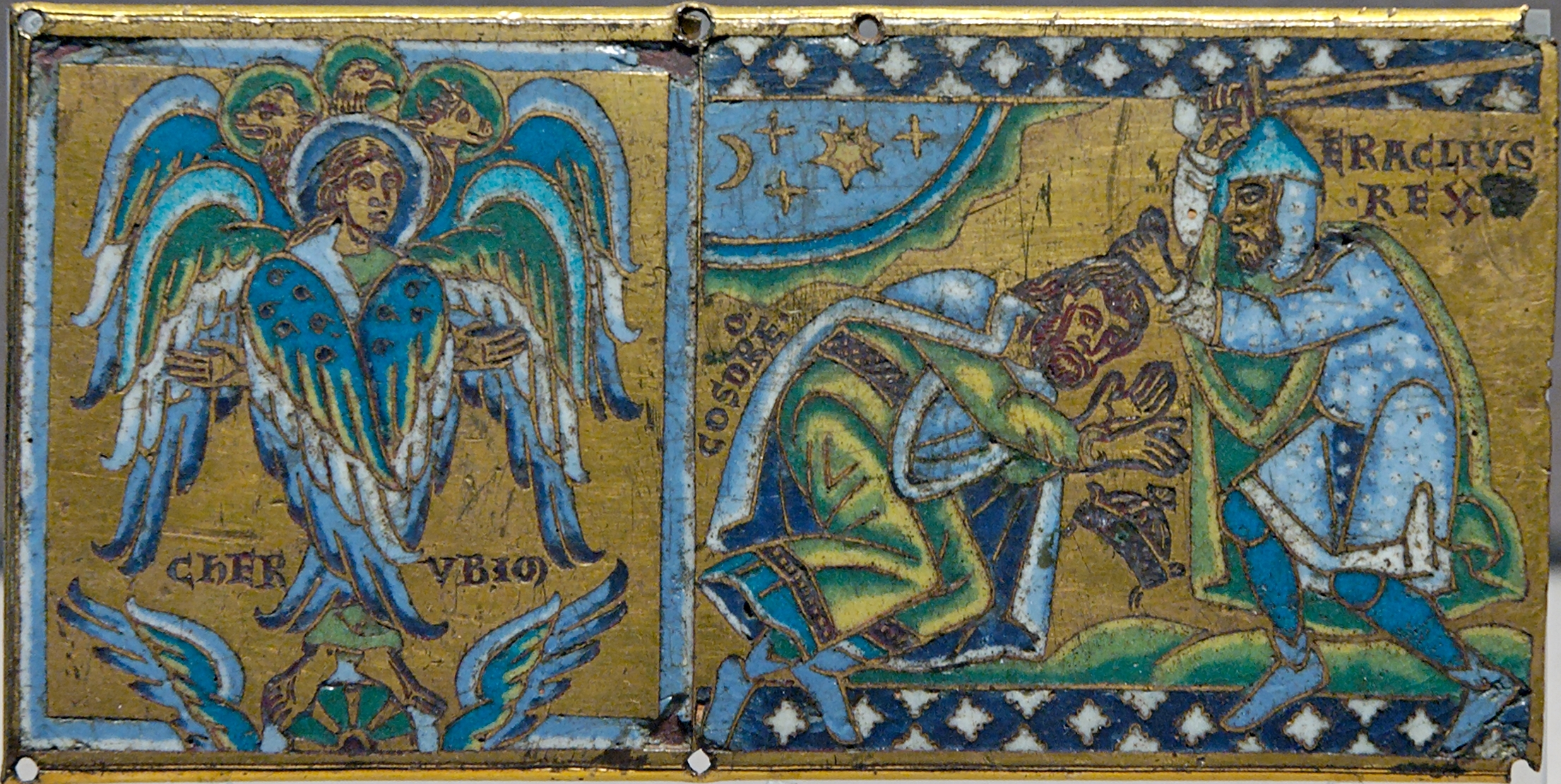
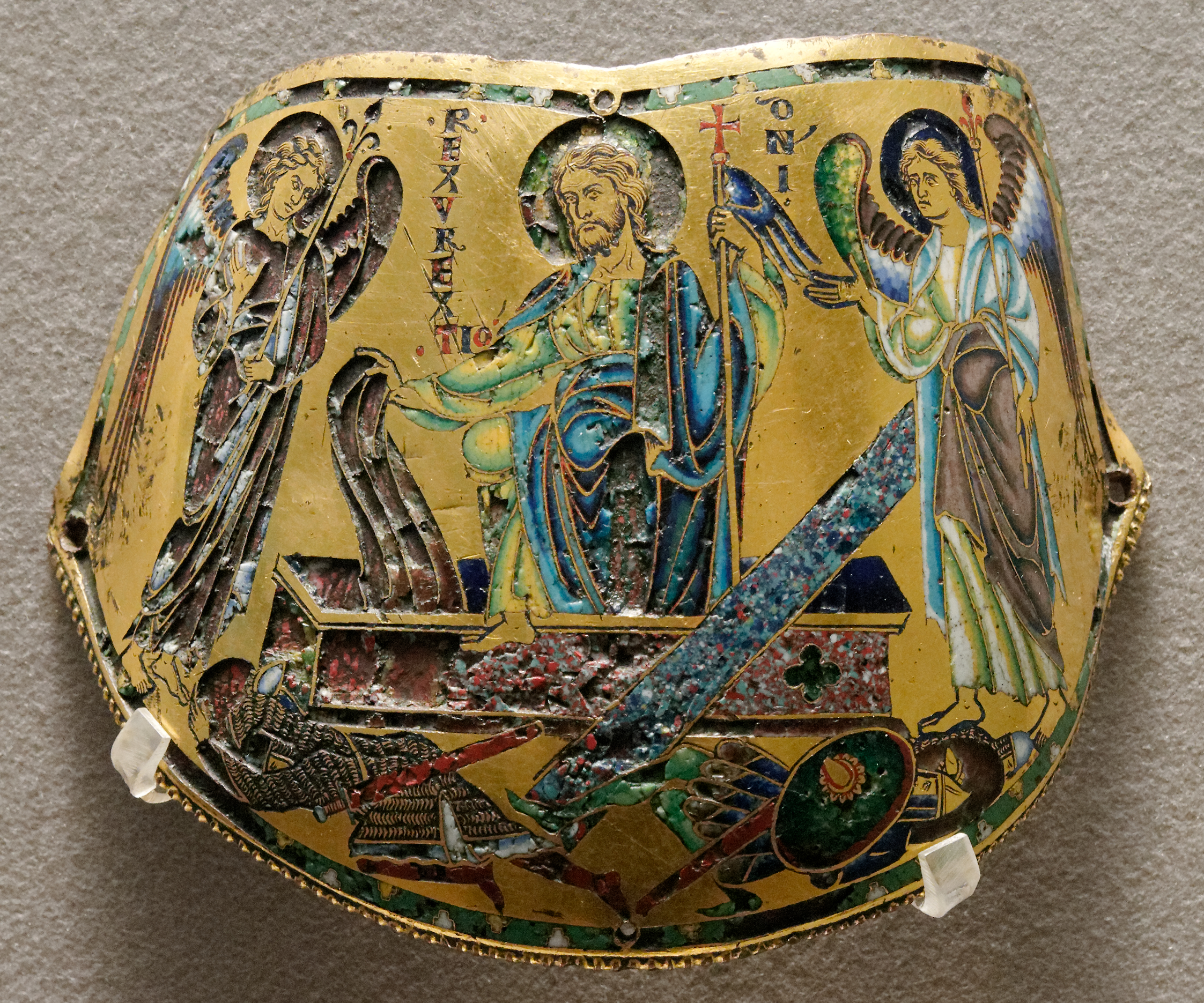
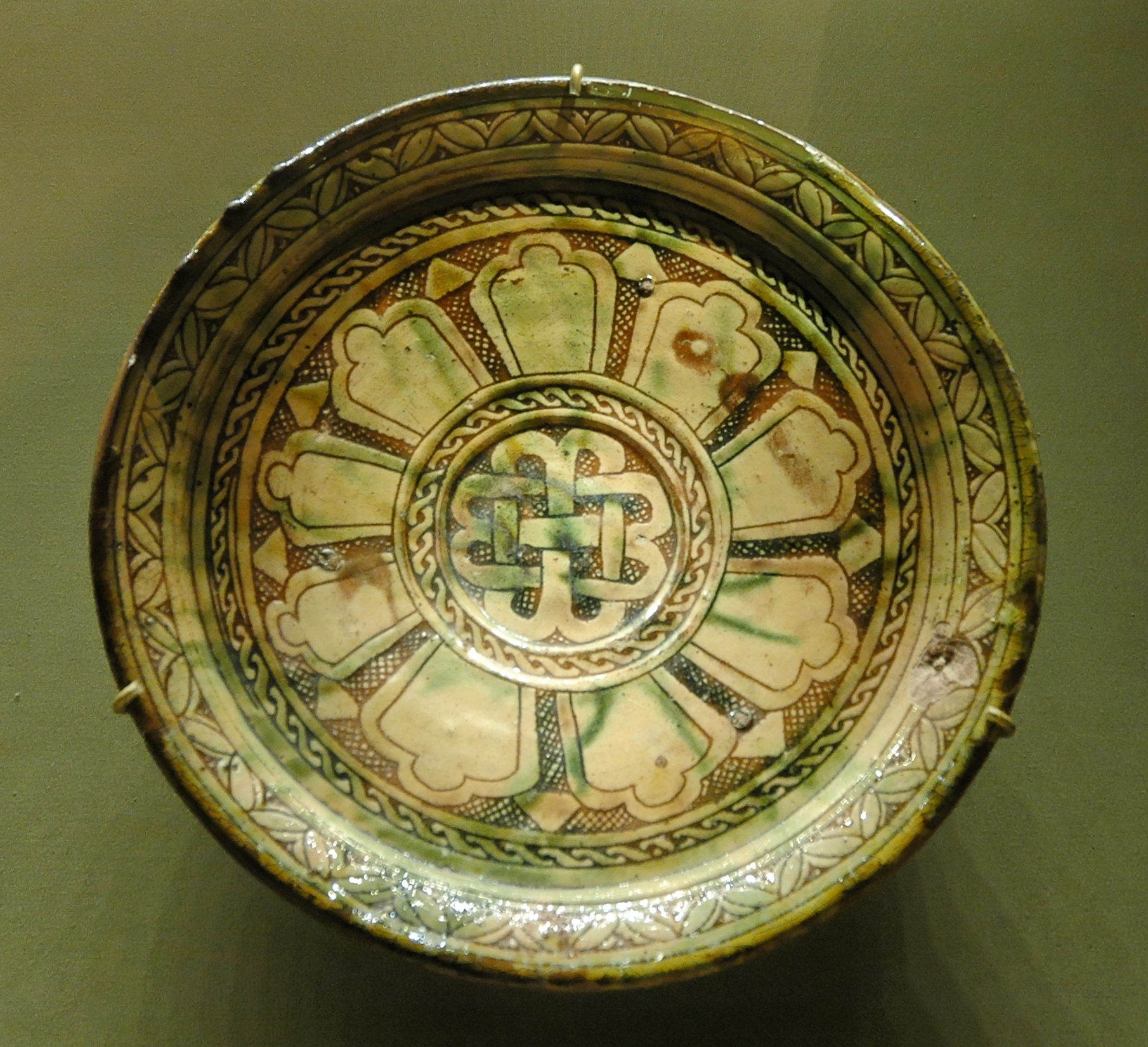
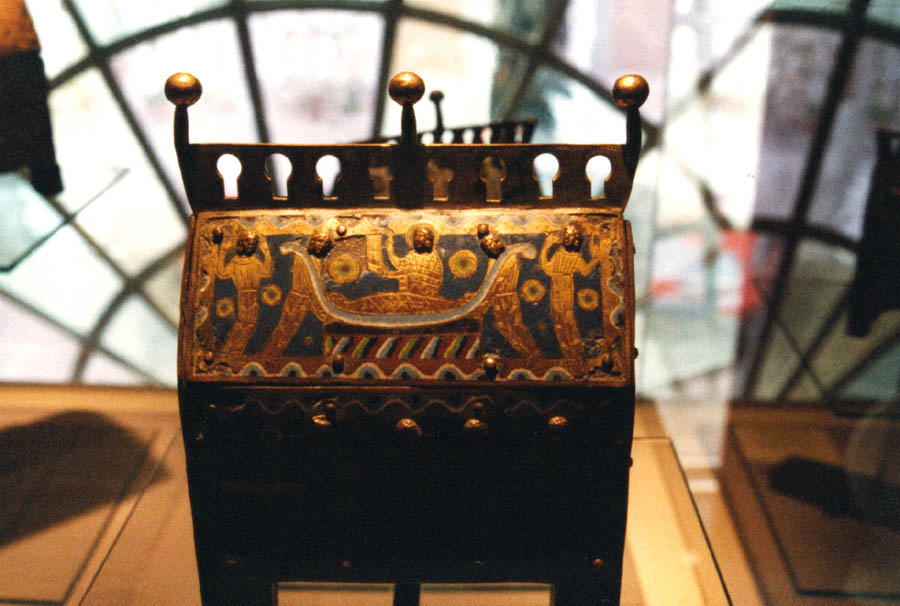
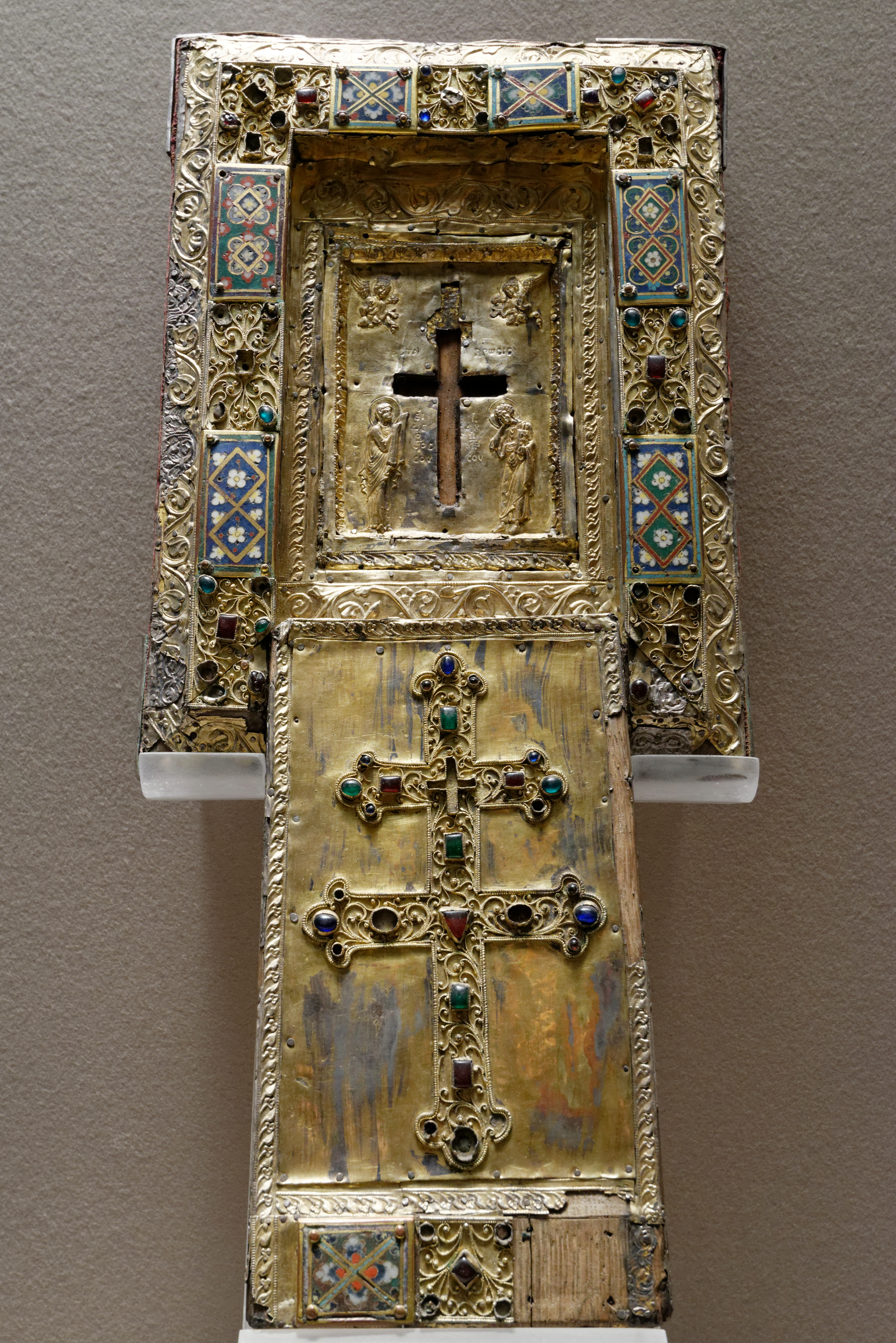
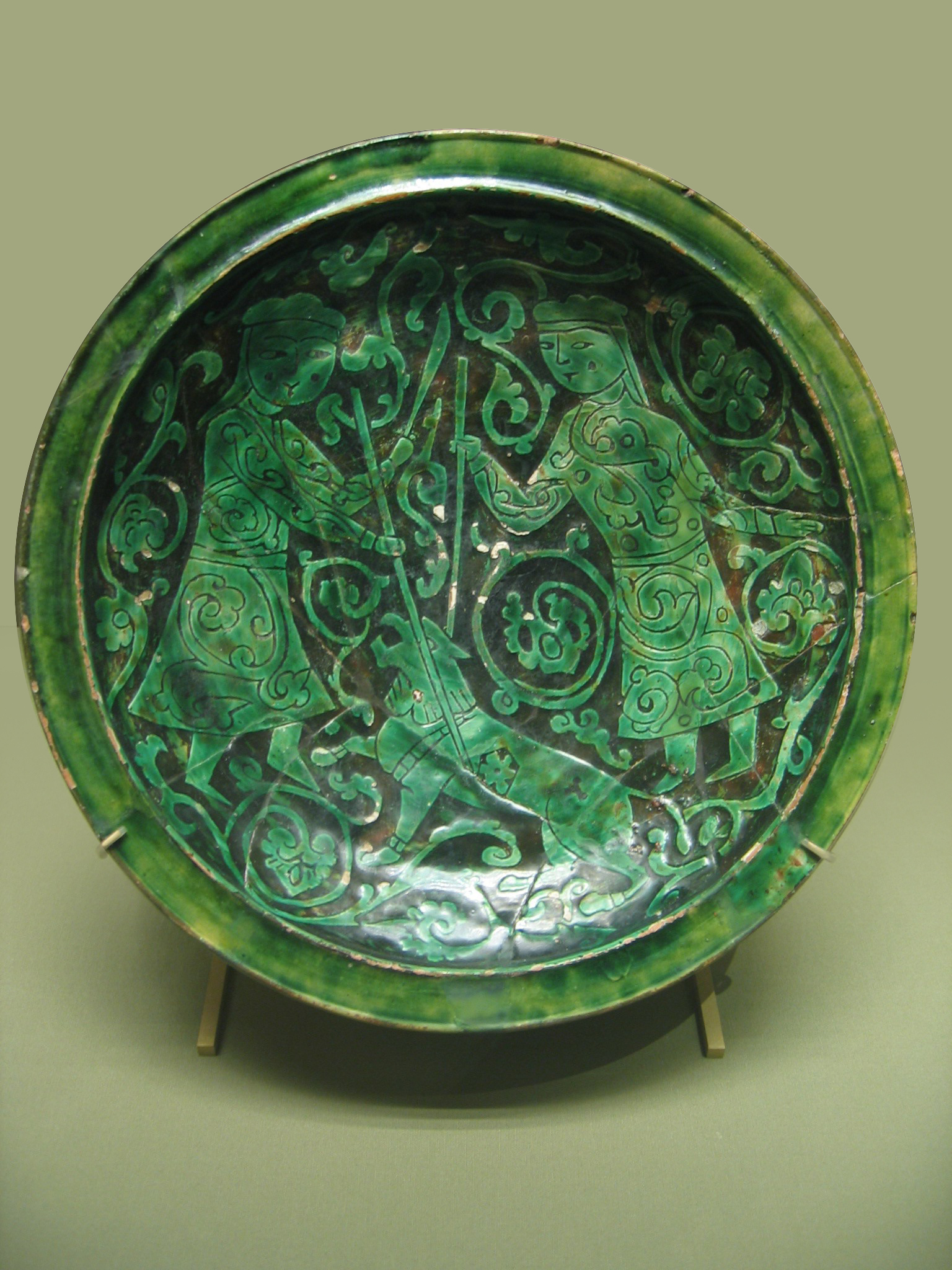
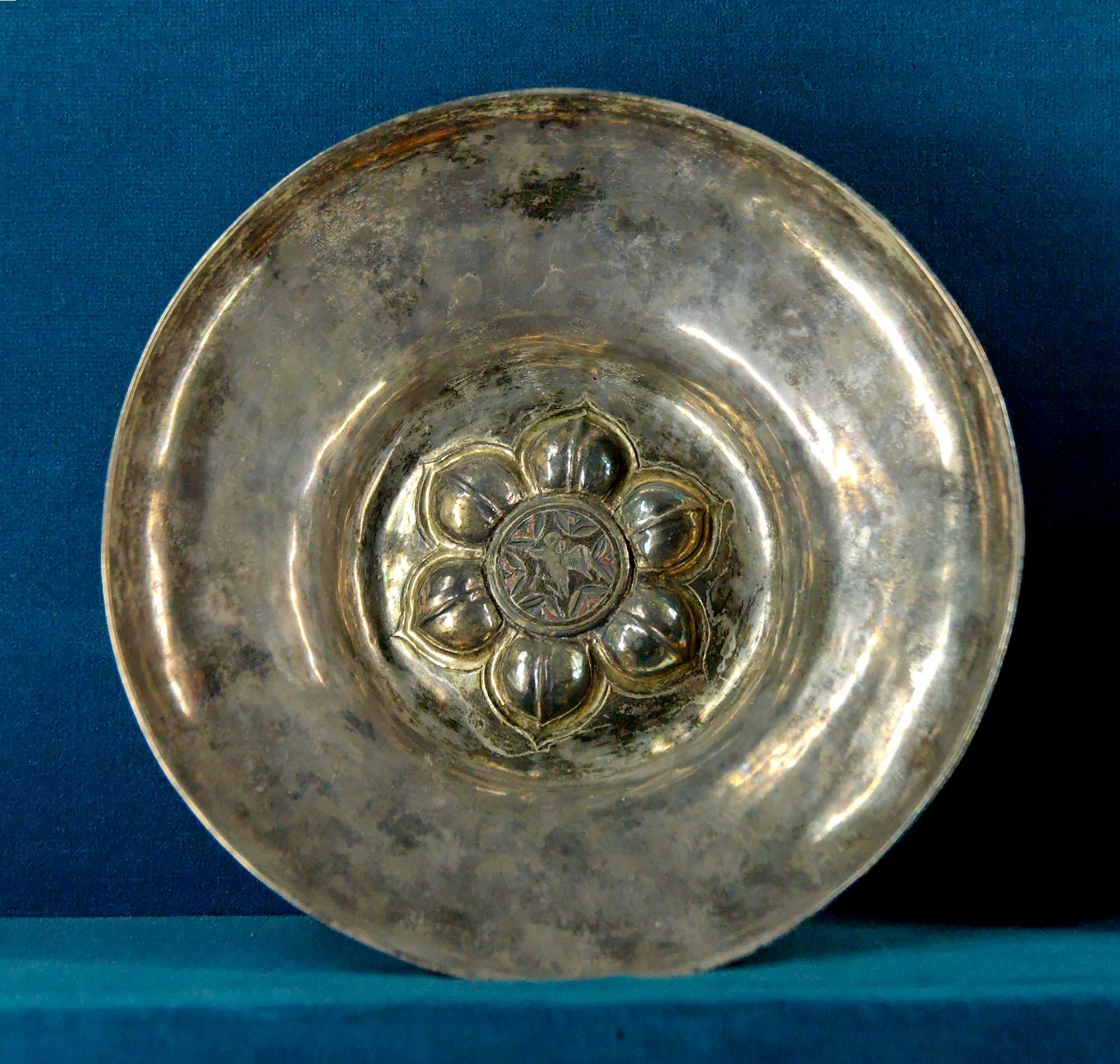
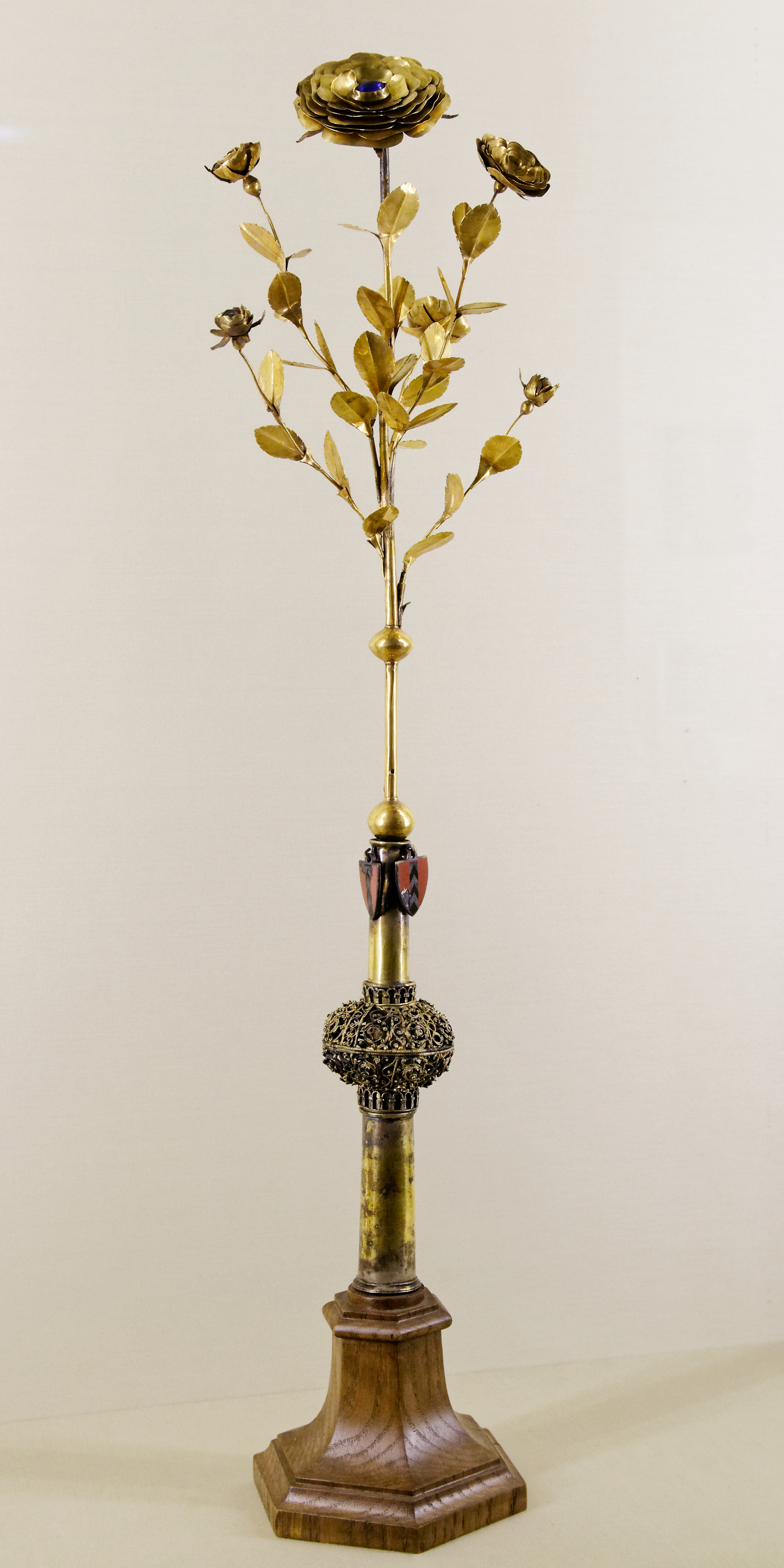
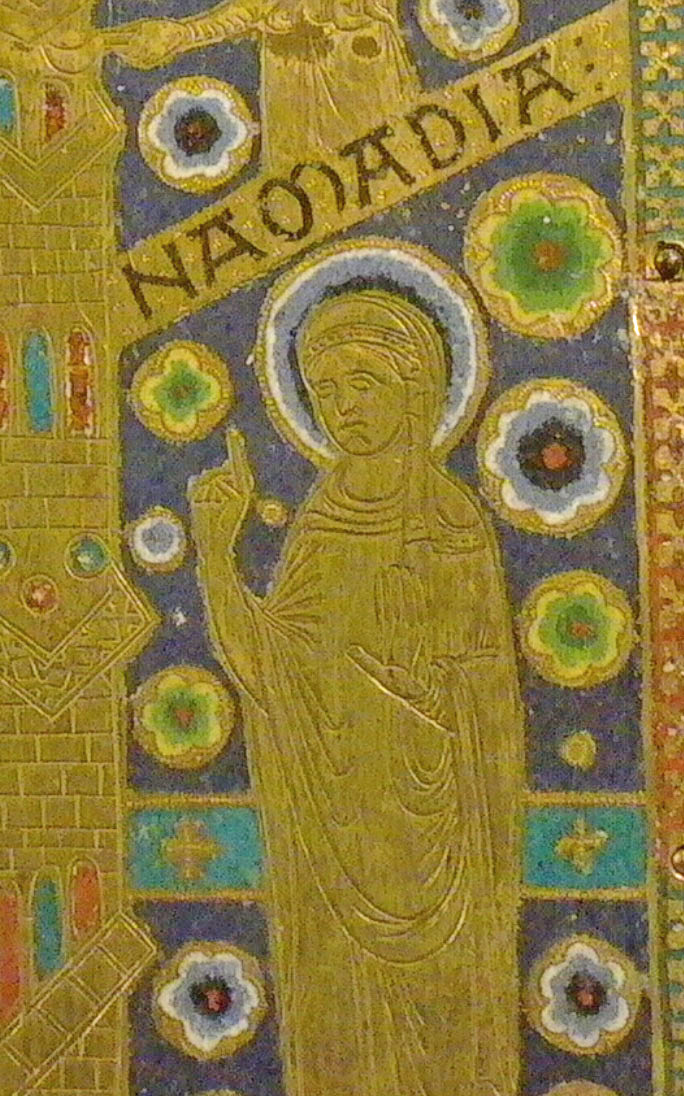